# COVID-19-Impfung in Deutschland

Covid-19 Infektionen / pro 100.000 Einwohner Mitte April 2022 in deutschen Landkreisen.

Die COVID-19-Impfung in Deutschland war Teil der weltweiten Impfkampagnen gegen die COVID-19-Pandemie und richtete sich gegen die Ausbreitung in Deutschland. Im November 2020 beschlossen Bund und Länder eine nationale Impfstrategie. Danach übernahm der Bund die Finanzierung, die Länder organisierten die Impfungen und die regionale Verteilung der Impfstoffe. Für jeden Staat, der Mitglied der Europäischen Union ist, erfolgte die Impfstoffzulassung, auf Empfehlung der Europäischen Arzneimittel-Agentur (EMA), durch die Europäische Kommission.
Am 21. Dezember 2020 erhielt der mRNA-Impfstoff Comirnaty (BioNTech/Pfizer) als erster COVID-19-Impfstoff die bedingte Marktzulassung. Die erste Impfung damit erfolgte in Deutschland am 26. Dezember 2020. In den folgenden Monaten kamen weitere Impfstoffe für die Grundimmunisierung gegen COVID-19 und für etwa erforderliche Auffrischungsimpfungen hinzu.
Das Impfangebot richtete sich zunächst an Personen mit besonderen Risiken für einen schweren Krankheitsverlauf oder einem erhöhten Expositionsrisiko. Mit zunehmenden Impfstoffmengen und Ausweitung der Zulassung auf Kinder und Jugendliche wurden die Impfungen auf weitere Bevölkerungsgruppen ausgedehnt, jeweils basierend auf den Empfehlungen der Ständigen Impfkommission (STIKO). Zum Einsatz kamen bis Frühjahr 2023 fünf der bislang zugelassenen Vakzine: die mRNA-Impfstoffe Comirnaty (BioNTech/Pfizer) und Spikevax (Moderna), die Vektor-Impfstoffe Vaxzevria (AstraZeneca) und Jcovden (ehemals COVID-19 Vaccine Janssen; Janssen-Cilag/Johnson&Johnson) sowie der proteinbasierte Impfstoff Nuvaxovid (Novavax). Überwiegend wurde Comirnaty von BioNTech/Pfizer verimpft. Vaxzevria (AstraZeneca) wurde zuletzt nicht mehr eingesetzt.
Ziel der Impfempfehlungen der STIKO, die laufend aktualisiert und gegebenenfalls an neue Daten oder wissenschaftliche Erkenntnisse angepasst wurden, war es, schwere Krankheitsverläufe, Hospitalisierungen, Todesfälle und Langzeitfolgen so weit wie möglich zu verhindern. Abhängig von der individuellen Gefährdung empfahl die STIKO für bestimmte Gruppen Auffrischungsimpfungen („Booster-Impfung“), um eine ausreichende Immunisierung herbeizuführen.

## Impfziele

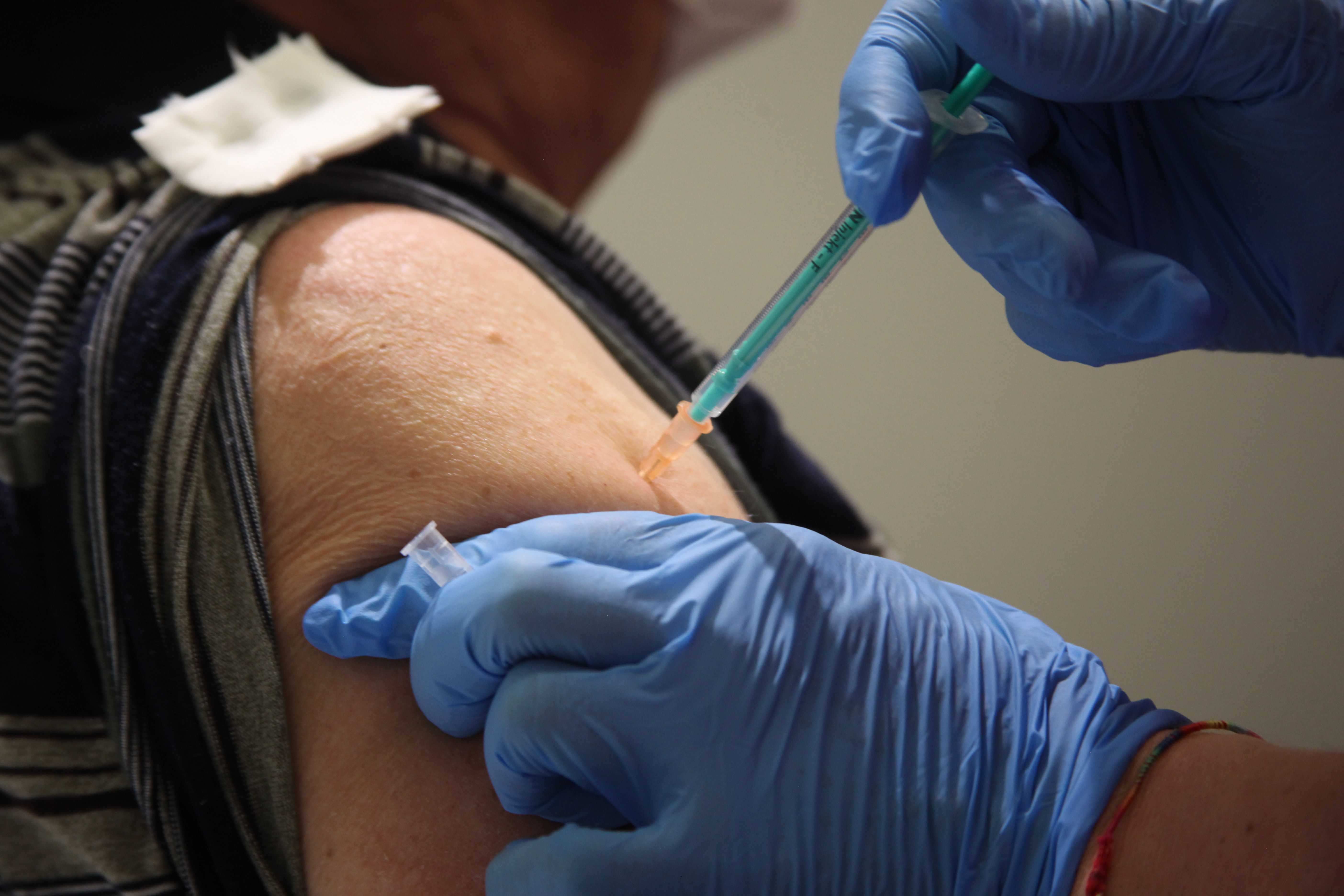
Impfung gegen COVID-19 in einem Impfzentrum

Lothar Wieler, Präsident des Robert Koch-Instituts (RKI), warnte am 20. November 2021 vor einer fünften Corona-Welle, sollten sich nicht mehr Menschen impfen lassen. Auch Thomas Mertens, Vorsitzender der Ständigen Impfkommission (STIKO), teilte diese Bedenken. Das RKI strebte im November 2021 eine Quote an vollständig Geimpften von mindestens 85 % bei den 12- bis 59-Jährigen und von 90 % bei Menschen ab 60 Jahren an.
Gesundheitsminister Karl Lauterbach gab im Januar 2022 wegen der SARS-CoV-2-Variante Omikron das Ziel an, dass mehr als 80 % der doppelt Geimpften eine dritte Impfstoffdosis als Auffrischungsimpfung – gemeint war zu diesem Zeitpunkt die Verabreichung einer ersten Auffrischungsimpfung – erhalten sollten, d. h. 56 % der Gesamtbevölkerung. Dieser Wert basiere auf einer Modellierung des Robert Koch-Instituts.

## Organisation und Logistik der Impfungen

### Entwicklung der Impfeinrichtungen

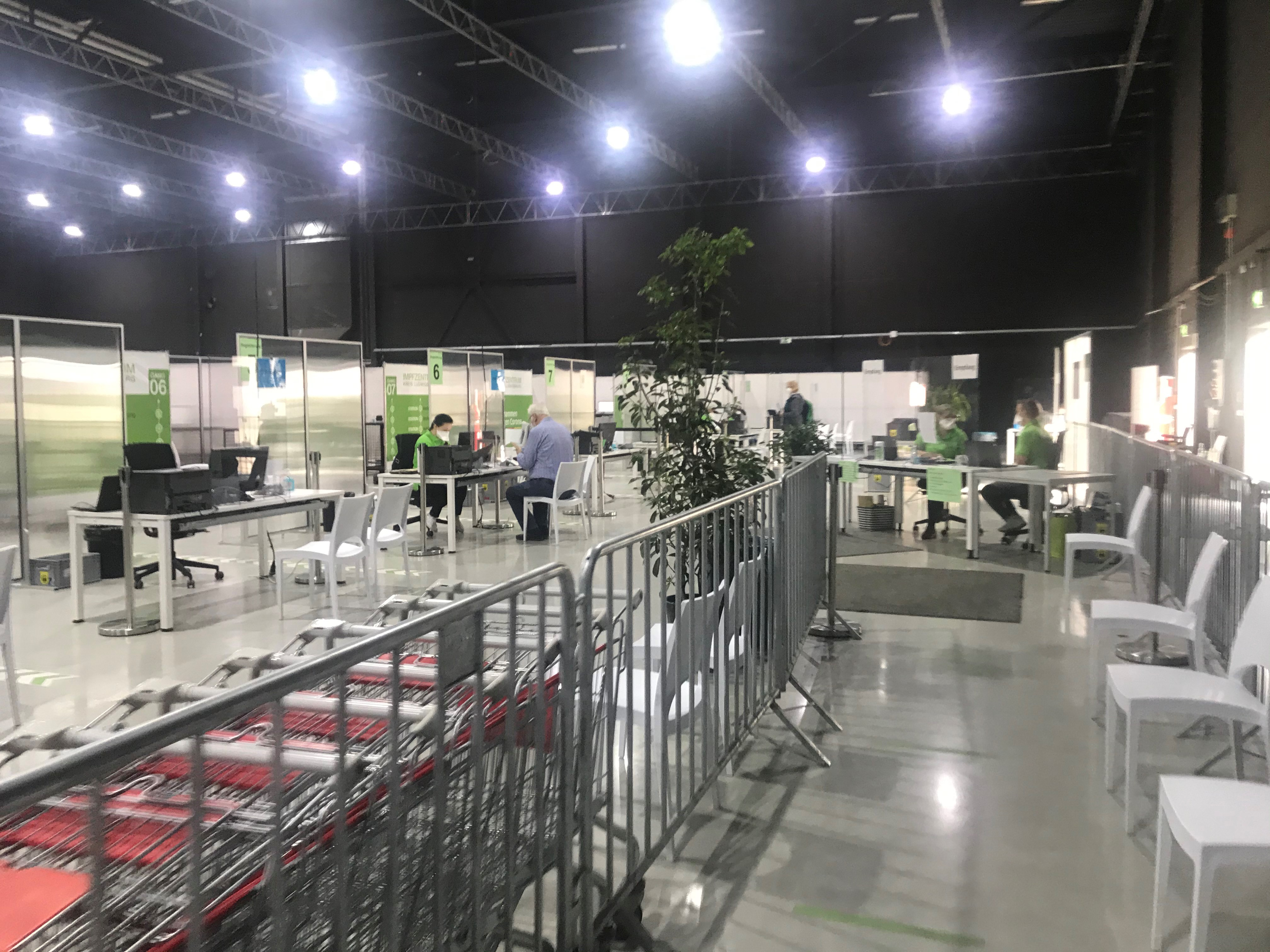
Impfzentrum Ludwigsburg

Bis Frühjahr 2021 wurden in Deutschland mehrere Hundert Impfzentren geschaffen. Die Länder wählten dabei unterschiedliche Örtlichkeiten und Organisationsstrukturen bis hin zu mobilen Impfteams. Nachdem im Herbst 2021 von einer ausreichenden Impfquote ausgegangen wurde, stellte sich die Frage nach der Aufrechterhaltung von Impfzentren in unveränderter Zahl. In einigen Bundesländern sollten sie nach dem 30. September 2021 geschlossen werden.
Das ZDF berichtete bereits am 5. August 2021 über die offene Zukunft der Impfzentren. Es seien noch 442 Impfzentren in Betrieb, einige seien aber bereits geschlossen oder zusammengelegt worden. Grundsätzlich stehe der Beschluss der Gesundheitsministerkonferenz, die Zentren zu schließen oder in einen Stand-By-Modus zu versetzen und stattdessen auf mobile Impfteams zu setzen.

### Niedergelassene Ärzte
Die ersten Impfungen in Hausarztpraxen wurden im Januar 2021 in Nordwestmecklenburg vorgenommen. Mitte März 2021 wurde die Grundlast der Impfzentren für den Folgemonat April auf 2,25 Millionen Impfungen pro Woche festgelegt. Allerdings war nicht absehbar, wie viel Impfstoff zu dieser Zeit zur Verfügung stehen würde. Daher blieb zunächst offen, welche Impfstoffmengen niedergelassene Ärzte tatsächlich erhalten können. Die flächendeckenden Impfungen begannen am 6. April 2021. Rund 35.000 Praxen hatten dafür 1,4 Millionen Dosen bestellt. In den ersten beiden April-Wochen wurden jeweils rund eine Million Dosen geliefert, bis Ende April wurde eine Verdreifachung erwartet. Anfang Juni 2021 betrug die Zahl der teilnehmenden Praxen ca. 70.000.

#### Vorangegangene Entwicklung
In einem ersten Schritt sollten niedergelassene Hausärzte im kassenärztlichen System impfen, später auch Fachärzte und Privatärzte einbezogen werden. Der Bund sah vor, dass (ähnlich wie bei Grippe-Impfstoffen) der Großhandel mit Impfstoff beliefert wird, der über Apotheken die Hausärzte damit versorgt. Daneben sollte der Meldeumfang der Impfungen reduziert werden. In den ersten beiden April-Wochen des Jahres 2021 sollte von Hausärzten ausschließlich der Impfstoff von BioNTech/Pfizer verimpft werden, später die Impfstoffe von AstraZeneca und Johnson & Johnson. Dem Biontech-Impfstoff kamen dabei auch neue Erkenntnisse zu seiner Stabilität außerhalb der Ultratiefkühlung zugute.

### Priorisierung
Die COVID-19-Impfungen waren zunächst an eine Priorisierung gebunden. Nach einem Beschluss der Gesundheitsminister von Bund und Ländern wurde ab dem 7. Juni 2021 die Priorisierung aufgehoben mit der Folge des Wegfalls der Einteilung nach Alter, Vorerkrankungen und Beruf.

### Impfungen in Apotheken
Nach Maßgabe der Zweiten Verordnung zur Änderung der Coronavirus-Impfverordnung und der Coronavirus-Testverordnung (§ 3 Abs. 1 Nr. 7 ImpfVO neu) zählen ab dem 11. Januar 2022 Apotheken zu den berechtigten Leistungserbringern von Schutzimpfungen gegen SARS-CoV-2. Neben den Voraussetzungen für diese Berechtigung regelt die Änderungsverordnung auch die Vergütung und die Meldepflichten der Apotheken.

## Impfempfehlungen (Stand 6. Oktober 2022)
| Personengruppe | Umfang der Impfempfehlung für die jeweilige Personengruppe | Anmerkung |
| --- | --- | --- |
| 5–11 Jahre | Generelle Impfempfehlung - Zunächst eine Impfstoffdosis für alle gesunden Kinder - Grundimmunisierung für gesunde Kinder, in deren Umfeld sich enge Kontaktpersonen mit hohem Risiko für einen schweren COVID-19-Verlauf befinden, die durch eine Impfung selbst nicht sicher geschützt werden können (z. B. Menschen unter immunsuppressiver Therapie) | Bei individuellem Wunsch von Kindern und Eltern bzw. Sorgeberechtigten kann die vollständige COVID-19-Grundimmunisierung auch bei 5–11-jährigen Kindern ohne Vorerkrankungen nach ärztlicher Aufklärung erfolgen.                |
| 12–17 Jahre | Generelle Impfempfehlung (Grundimmunisierung und 1. Auffrischimpfung) | |
| 18–59 Jahre | Generelle Impfempfehlung (Grundimmunisierung und 1. Auffrischimpfung) | |
| ≥60 Jahre | Generelle Impfempfehlung (Grundimmunisierung und 1. Auffrischimpfung sowie 2. Auffrischimpfung (s. Tab. 5)) | |
| Bewohner in Einrichtungen der Pflege sowie Personen mit einem erhöhten Risiko für einen schweren Krankheitsverlauf in Einrichtungen der Eingliederungshilfe | Generelle Impfempfehlung (Grundimmunisierung und 1. Auffrischimpfung sowie 2. Auffrischimpfung (s. Tab. 5)) | |
| Schwangere ab dem 2. Trimenon | Generelle Impfempfehlung (Grundimmunisierung und 1. Auffrischimpfung) | Eine akzidentelle Impfung in der Frühschwangerschaft ist keine Indikation für einen Schwangerschaftsabbruch. |
| Stillende | Generelle Impfempfehlung (Grundimmunisierung und 1. Auffrischimpfung) | Eine COVID-19-Impfung von Stillenden ist bei unkompliziertem Verlauf auch im Wochenbett möglich. |
| Mitarbeiter in medizinischen Einrichtungen und Pflegeeinrichtungen, insbesondere solche mit direktem Patienten- bzw. Bewohnerkontakt.                       | Berufs-/Arbeitsplatzbezogene Indikationsimpfempfehlung (Grundimmunisierung und 1. Auffrischimpfung sowie 2. Auffrischimpfung (s. Tab. 5)) | Für Jugendliche, die tätigkeits- bzw. arbeitsbedingt entweder ein erhöhtes Expositionsrisiko aufweisen oder engen Kontakt zu vulnerablen Personengruppen haben, besteht eine berufliche Impfindikation (s. Tab. 3, Abschnitt G). |
| Personen mit Vorerkrankungen inkl. Immundefizienz ≥ 5 Jahren                                                                                                | Generelle Impfempfehlung (Grundimmunisierung und 1. Auffrischimpfung sowie 2. Auffrischimpfung (Epid Bull 7/2022 bzw. 33/2022; s. Tab. 5)) | Siehe Tabelle 8 und Tabelle 14 |

Hinweis: Bei der vollständigen Grundimmunisierung handelt es sich, wenn nicht anders vermerkt, i. d. R. um zwei Impfstoffdosen.
| Personengruppe | Grundimmunisierung (GI)                                               | Grundimmunisierung (GI)                                               | Grundimmunisierung (GI)            | Auffrischimpfung 2, 9 | Auffrischimpfung 2, 9           |
| Personengruppe | 1. Impfstoffdosis                                                     | 2. Impfstoffdosis                                                     | Empfohlener Impfabstand (Wochen) 1 | 3. Impfstoffdosis | Abstand zur 2. Impfstoffdosis 6 |
| --- | --------------------------------------------------------------------- | --------------------------------------------------------------------- | ---------------------------------- | --- | ------------------------------- |
| 5–11-Jährige mit Vorerkrankungen (s. Tab. 3) | Comirnaty (10 μg)                                                     | Comirnaty (10 μg)                                                     | 3–6                                | Comirnaty (10 μg) | ≥6 Monate 4                     |
| 5–11-Jährige mit Vorerkrankungen (s. Tab. 3) | Spikevax (50 μg) 8                                                    | Spikevax (50 μg) 8                                                    | 4–6                                | Spikevax (50 μg) 8 | ≥6 Monate 4                     |
| 5–11-Jährige mit engem Kontakt zu vulnerablen Personen | Comirnaty (10 μg)                                                     | Comirnaty (10 μg)                                                     | 4–6                                | – | –                               |
| 5–11-Jährige mit engem Kontakt zu vulnerablen Personen | Spikevax (50 μg) 8                                                    | Spikevax (50 μg) 8                                                    | 3–6                                | – | –                               |
| 5–11-Jährige ohne Vorerkrankungen oder engem Kontakt zu vulnerablen Personen | Comirnaty (10 μg)                                                     | –                                                                     | –                                  | – | –                               |
| 5–11-Jährige ohne Vorerkrankungen oder engem Kontakt zu vulnerablen Personen | Spikevax (50 μg) 8                                                    | –                                                                     | –                                  | – | –                               |
| 12–17-Jährige | Comirnaty (30 μg)                                                     | Comirnaty (30 μg)                                                     | 3–6                                | Comirnaty Original/Omicron BA.1 oder Comirnaty Original/Omicron BA.4/5 3                                                                          | ≥6 Monate                       |
| 12–17-Jährige | Nuvaxovid                                                             | Nuvaxovid                                                             | ≥3                                 | Comirnaty Original/Omicron BA.1 oder Comirnaty Original/Omicron BA.4/5 3                                                                          | ≥6 Monate                       |
| 18–29-Jährige | Comirnaty (30 μg)                                                     | Comirnaty (30 μg)                                                     | 3–6                                | Comirnaty Original/Omicron BA.1 oder Comirnaty Original/Omicron BA.4/5 3                                                                          | ≥6 Monate                       |
| 18–29-Jährige | Nuvaxovid                                                             | Nuvaxovid                                                             | ≥3                                 | Comirnaty Original/Omicron BA.1 oder Comirnaty Original/Omicron BA.4/5 3                                                                          | ≥6 Monate                       |
| 18–29-Jährige | COVID-19-Impfstoff Valneva                                            | COVID-19-Impfstoff Valneva                                            | ≥4                                 | Comirnaty Original/Omicron BA.1 oder Comirnaty Original/Omicron BA.4/5 3                                                                          | ≥6 Monate                       |
| 30–59-Jährige | Comirnaty (30 μg)                                                     | Comirnaty (30 μg)                                                     | 3–6                                | Comirnaty Original/Omicron BA.1 oder Comirnaty Original/Omicron BA.4/5 oder Spikevax bivalent Original/Omicron BA.1 2, 3                          | ≥6 Monate                       |
| 30–59-Jährige | Spikevax (100 μg)                                                     | Spikevax (100 μg)                                                     | 4–6                                | | ≥6 Monate                       |
| 30–59-Jährige | Nuvaxovid                                                             | Nuvaxovid                                                             | ≥3                                 | | ≥6 Monate                       |
| 30–50-Jährige | COVID-19-Impfstoff Valneva                                            | COVID-19-Impfstoff Valneva                                            | ≥4                                 | | ≥6 Monate                       |
| ≥60-Jährige | Comirnaty (30 μg)                                                     | Comirnaty (30 μg)                                                     | 3–6                                | | ≥6 Monate                       |
| ≥60-Jährige | Spikevax (100 μg)                                                     | Spikevax (100 μg)                                                     | 4–6                                | | ≥6 Monate                       |
| ≥60-Jährige | Vaxzevria                                                             | Comirnaty (30 μg)                                                     | ≥4                                 | | ≥6 Monate                       |
| ≥60-Jährige | Vaxzevria                                                             | Spikevax (100 μg)                                                     | ≥4                                 | | ≥6 Monate                       |
| ≥60-Jährige | Nuvaxovid                                                             | Nuvaxovid                                                             | ≥4                                 | ≥3 | ≥6 Monate                       |
| Schwangere jeden Alters ab dem 2. Trimenon | Comirnaty (30 μg)                                                     | Comirnaty (30 μg)                                                     | 3–6                                | Comirnaty Original/Omicron BA.1 oder Comirnaty Original/Omicron BA.4/5                                                                            | ≥6 Monate                       |
| Personen, die mit einem inaktivierten Ganzvirusimpfstoff (Covaxin/BBV152 [Bharat Biotech], Covilo [Sinopharm] oder CoronaVac [Sinovac]) oder mit dem Vektor-basierten Impfstoff Sputnik V (Gamaleja) vorgeimpft sind |                                                                       |                                                                       |                                    | | ≥6 Monate                       |
| Bereits erfolgte Impfungen | Grundimmunisierung (GI)                                               | Grundimmunisierung (GI)                                               | Grundimmunisierung (GI)            | Auffrischimpfung 2, 9 | Auffrischimpfung 2, 9           |
| Bereits erfolgte Impfungen | 1. Impfstoffdosis                                                     | 2. Impfstoffdosis                                                     | Empfohlener Impfabstand (Wochen) 1 | 3. Impfstoffdosis | Abstand zur 2. Impfstoffdosis   |
| 1 Impfstoffdosis | Comirnaty (30 μg)                                                     | Comirnaty (30 μg)                                                     | 3–6                                | Alter ≥12 Jahre: Comirnaty Original/Omicron BA.1 oder Comirnaty Original/Omicron BA.4/5; Alter ≥30 Jahre: Spikevax bivalent Original/Omicron BA.1 | ≥6 Monate                       |
| 1 Impfstoffdosis | Spikevax (100 μg) 7                                                   | Spikevax (100 μg) 7                                                   | 3–6                                | Alter ≥12 Jahre: Comirnaty Original/Omicron BA.1 oder Comirnaty Original/Omicron BA.4/5; Alter ≥30 Jahre: Spikevax bivalent Original/Omicron BA.1 | ≥6 Monate                       |
| 1 Impfstoffdosis | Nuvaxovid                                                             | Nuvaxovid                                                             | ≥3                                 | Alter ≥12 Jahre: Comirnaty Original/Omicron BA.1 oder Comirnaty Original/Omicron BA.4/5; Alter ≥30 Jahre: Spikevax bivalent Original/Omicron BA.1 | ≥6 Monate                       |
| 1 Impfstoffdosis | COVID-19-Impfstoff Valneva 10                                         | COVID-19-Impfstoff Valneva 10                                         |                                    | Alter ≥12 Jahre: Comirnaty Original/Omicron BA.1 oder Comirnaty Original/Omicron BA.4/5; Alter ≥30 Jahre: Spikevax bivalent Original/Omicron BA.1 | ≥6 Monate                       |
| ≥2 Impfstoffdosen | keine erneute Grundimmunisierung notwendig                            | keine erneute Grundimmunisierung notwendig                            |                                    | Alter ≥12 Jahre: Comirnaty Original/Omicron BA.1 oder Comirnaty Original/Omicron BA.4/5; Alter ≥30 Jahre: Spikevax bivalent Original/Omicron BA.1 | ≥6 Monate                       |
| Personen, die einen anderen in der EU nicht zugelassenen Impfstoff erhalten haben | Erneute Grundimmunisierung mit einem in der EU zugelassenen Impfstoff | Erneute Grundimmunisierung mit einem in der EU zugelassenen Impfstoff |                                    | Alter ≥12 Jahre: Comirnaty Original/Omicron BA.1 oder Comirnaty Original/Omicron BA.4/5; Alter ≥30 Jahre: Spikevax bivalent Original/Omicron BA.1 | ≥6 Monate                       |

Hinweise: Bei Comirnaty Original/Omicron BA.1, Comirnaty Original/Omicron BA.4/5) und Spikevax bivalent Original/Omicron BA.1 handelt es sich um drei an Varianten von SARS-CoV-2 angepasste Impfstoffe. Die Impfstoffe sind nicht nach den Herstellernamen bezeichnet. Comirnaty ist von Biontech, Spikevax von Moderna, Vaxzevria von AstraZeneca, Jcovden von Johnson & Johnson, Nuvaxovid von Novavax und COVID-19-Impfstoff Valneva von Valneva.
Die zweite Auffrischimpfung mit einem Abstand von frühestens sechs Monaten (in begründeten Fällen vier) nach erster Auffrischimpfung wird im folgenden Umfang seit Oktober 2022 empfohlen für:
- Personen ab dem Alter von 60 Jahren
- Bewohner in Einrichtungen der Pflege sowie Personen mit einem erhöhten Risiko für einen schweren Krankheitsverlauf in Einrichtungen der Eingliederungshilfe
- Menschen mit Vorerkrankungen inklusive Immundefizienz ab dem Alter von 5 Jahren (bei Immundefizienz schon ab einem nur dreimonatigen Impfabstand)
- Personal in medizinischen Einrichtungen und Pflegeeinrichtungen, insbesondere solche mit direktem Patienten- bzw. Bewohnerkontakt (hier frühestens nach 6 Monaten).

## Impfempfehlungen (Stand 25. April 2023)
Für Personen mit erhöhtem Risiko für einen schweren Krankheitsverlauf (Personen ab 60 Jahren, Kinder ab sechs Monaten mit relevanten Grunderkrankungen, Bewohnerinnen und Bewohner von Pflegeeinrichtungen) sowie für Personen mit erhöhtem Infektionsrisiko (medizinisches und pflegerisches Personal) empfiehlt die STIKO künftig jährliche Auffrischungsimpfungen. Personen ohne Grunderkrankungen im Alter von 18 bis 59 Jahren empfiehlt sie die Erzielung einer Basisimmunität, bestehend aus mindestens zwei Impfungen und einem zusätzlichen Antigenkontakt (Impfung oder Infektion). Dagegen wird gesunden Kindern und Jugendlichen unter 18 Jahren wegen der Seltenheit schwerer Verläufe nun keine Impfung mehr empfohlen. 
Allgemein begründet die STIKO die Anpassungen mit der veränderten epidemiologischen Situation. SARS-CoV-2 zirkuliere zwar weiterhin in der Bevölkerung, doch seien schwere Verläufe durch die erreichte Basisimmunität deutlich seltener geworden. Gleichwohl bleibe COVID-19 vor allem für ältere Menschen und vorerkrankte Personen weiterhin ein Risiko.
Im Einzelnen lauten die Empfehlungen der STIKO (mit Verweis auf die 25. Aktualisierung der COVID-19-Impfempfehlung vom 23. Februar 2023, Epidemiologisches Bulletin Nr. 8/2023, samt Einzel-Links zu deren wissenschaftlichen Begründungen, früheren Aktualisierungen von Impfempfehlungen (Nr. 1 bis 24) und weiteren Informationen nach dem Stand vom 25. April 2023):

### Allgemeinbevölkerung (bis 59 Jahre)
Personen ohne Grunderkrankungen zwischen 18 und 59 Jahren (einschließlich Schwangeren) wird eine Grundimmunisierung und eine Auffrischungsimpfung empfohlen. Für einen andauernden Schutz sei wichtig, dass das Immunsystem mindestens dreimal Kontakt mit Antigenen des Erregers (Impfung) oder dem Erreger selbst gehabt hat (Infektion). Bei mindestens zwei dieser Kontakte sollte es sich um Impfungen handeln.

### Kinder und Jugendliche unter 18 Jahren
Für gesunde Kinder und Jugendliche wird keine routinemäßige COVID-19-Impfung (Grundimmunisierung oder Auffrischungsimpfung) mehr empfohlen. Unter den Omikron-Varianten habe sich die Erkrankungsschwere einschließlich potenzieller Langzeitfolgen in dieser Altersgruppe in Richtung überwiegend milder oder asymptomatischer Verläufe entwickelt. Die bisherige Evidenz zeige, dass SARS-CoV-2-Infektionen bei Kindern und Jugendlichen in aller Regel problemlos verlaufen. Es bestünden jedoch keine Sicherheitsbedenken bei der Impfung auch von gesunden Kindern und Jugendlichen.
Zu dem Hinweis der STIKO, dass keine Sicherheitsbedenken bei der Impfung von gesunden Kindern und Jugendlichen bestehen, sagte der Immunologe Carsten Watzl, dass es sich um einen entscheidenden Hinweis handelt: „Einige Ärzte leiten aus einer fehlenden Stiko-Empfehlung manchmal auch ab, dass man dann auch gar nicht impfen darf, weil es vielleicht zu gefährlich ist.“ Es gebe zwar keine Impfempfehlung für gesunde unter 18-Jährige, aber es werde auch nicht generell davon abgeraten. Eltern, die ihr Kind gegen COVID-19 impfen lassen möchten, könnten dies weiterhin in Absprache mit den behandelnden Ärzten tun. 
Die allgemeine Verträglichkeit und Wirksamkeit einer Impfung für Kinder und Jugendliche habe vor kurzem eine Metastudie des RKI bestätigt. Die von der STIKO empfohlenen mRNA-Vakzine für 5- bis 11-Jährige gingen danach nicht mit einem erhöhten Risiko schwerwiegender Folgen einher. Beispielsweise traten Herzmuskelentzündungen nur in 0,13 bis 1,04 Fällen pro 100.000 Impfungen auf. Allerdings seien die Ergebnisse für das Risiko einer Herzmuskelentzündung mit Unsicherheiten behaftet. Die Autoren der Studie bezeichneten den Schutz vor einer Infektion selbst als mäßig, wohingegen eine Impfung mehr vor einer Hospitalisierung bewahre. Ebenso seien die mRNA-Impfstoffe auch bei Kindern und Jugendlichen im Alter von 12 bis 17 Jahren sicher, wenn auch in sehr seltenen Fällen Herzmuskel- und Herzbeutelentzündungen auftreten können. Den Schutz vor Krankenhausaufenthalten bezeichne das RKI nach einer Zweitimpfung als gut, wohingegen es beim Infektionsschutz selbst noch Unsicherheiten gebe: „Aktuelle Daten zeigen, dass gerade während der Zirkulation der Omikron-Variante der Schutz der Impfung vor Übertragung unsicher ist und – wenn überhaupt – nur von kurzer Dauer.“ Daher sei der Schutz durch Auffrischungsimpfungen von besonderer Bedeutung.
Die Variante Omikron, welche aktuell das Infektionsgeschehen dominiert, würde bei Jüngeren überwiegend milde oder asymptomatische Krankheitsverläufe verursachen. Auch sei das Risiko für Corona-Langzeitfolgen und das Pediatric Inflammatory Multisystem Syndrome (PIMS) zurückgegangen. Laut Martin Terhardt, Kinderarzt in Berlin und Mitglied der STIKO, könne davon ausgegangen werden, dass auch bei Kindern eine breite Basisimmunität nach einer durchgemachten Infektion besteht. Somit sei die aktuelle Corona-Lage für die STIKO kein Grund mehr, eine Impfung für gesunde Kinder und Jugendliche zu empfehlen. Terhard: „Wenn die Eltern ein Kind haben, das nicht zu einer Risikogruppe gehört, würde ich im Moment nicht mehr zur Impfung raten.“ Wenn eine Mutter geimpft wurde, könne ihr Neugeborenes zunächst von ihrem Nestschutz profitieren. Studien zeigten, dass die nach einer Impfung der Mutter gebildeten Antikörper über die Plazenta auf das Kind übergehen. Dies bedeute in den ersten Lebensmonaten einen passiven Immunschutz. Wenn jedoch Kinder mit Herzfehlern oder Lungenerkrankungen geboren werden, dürfe dies nicht übergangen werden. Ärztinnen und Ärzte, so Terhardt, haben die Verantwortung, diejenigen zu erkennen, welche eine andere Indikation als der Rest der Bevölkerung haben.
Am 8. Mai 2023 wurde berichtet, dass Forscher der Yale University die Ursachen für Myokarditis nach einer Impfung gegen COVID-19, die insbesondere junge Männer betrifft, untersucht haben. Nach den Daten der US-Gesundheitsbehörde CDC haben etwa 36 von 100.000 Jungen im Alter zwischen 13 und 17 Jahren nach ihrer zweiten Impfung eine Myokarditis entwickelt. Die Forscher untersuchten bei einigen Probanden die Immunreaktionen im Blutplasma und fanden dabei Hinweise auf eine überschießende Immunreaktion, die jedoch nicht durch Impfantikörper hervorgerufen wurde. Ein größerer zeitlicher Abstand von mindestens acht Wochen zwischen der ersten und der zweiten Impfung könne das Risiko einer Myokarditis bei Jugendlichen deutlich senken.
Als erste Hinweise auf die Pathogenese wurde ein ungewöhnlich hohes Level bestimmter Zytokine festgestellt, der Interleukine IL-1β, IL-1RA und IL-15 sowie der Chemokine CCL4, CXCL1 und CXCL10. Weiter waren bei den Probanden die Werte bestimmter Immunzellen wie zytotoxische T-Zellen und natürliche Killerzellen, die den Phänotyp von zytokingesteuerten Killerzellen aufwiesen, erhöht. Auch wenn es für Teile der Pathogenese nun Belege gibt, blieben zur Herzmuskel- und/oder Herzbeutelentzündung nach COVID-19-Impfungen noch Fragen offen, etwa, weshalb diese vor allem junge Männer betrifft oder die Reaktion meist erst nach der zweiten Impfdosis auftritt. Hierfür wären weitere Studien mit größeren Probandenzahlen erforderlich.

### Risikogruppen
Personen mit erhöhtem Risiko für einen schweren COVID-19 Verlauf werden zusätzlich zur Basisimmunität jährliche Auffrischungsimpfungen empfohlen. Diese sollten präferenziell mit Varianten-adaptierten Impfstoffen und in der Regel in einem Mindestabstand von jeweils 12 Monaten zur letzten Impfung oder Infektion erfolgen. Zur Erzielung eines bestmöglichen Schutzes vulnerabler Menschen sollte vorzugsweise im Herbst geimpft werden, wenn mit einer Zunahme von Corona-Infektionen oder anderen Infektionserkrankungen wie Grippe zu rechnen ist. Die Empfehlung gilt für Personen ab 60 Jahren, Bewohnerinnen und Bewohner von Einrichtungen der Pflege und Kinder im Alter ab sechs Monaten mit Grunderkrankungen, die mit einem erhöhten Risiko für schwere COVID-19-Verläufe einhergehen. Die gleiche Empfehlung zur jährlichen Auffrischungsimpfung gilt für Personen mit einem erhöhten beruflichen SARS-CoV-2 Infektionsrisiko in der medizinischen und pflegerischen Versorgung.

### Immungeschwächte Personen
Bei immungeschwächten Personen mit einer relevanten Einschränkung der Immunantwort können nach Einschätzung der STIKO zusätzliche Impfstoffdosen in kürzeren Abständen sinnvoll sein. Die Entscheidung sollen die behandelnden Ärztinnen oder Ärzte treffen, gegebenenfalls auch unter Bestimmung spezifischer Antikörper.

## Empfehlungen der Ständigen Impfkommission (Stand 25. Mai / 18. Sept. 2023)
Wie am 25. Mai 2023 bekannt wurde, werden Impfungen gegen COVID-19 nun in die allgemeinen Impfempfehlungen aufgenommen. Dem liegt ein Beschluss der Ständigen Impfkommission (STIKO) vom gleichen Tag zugrunde, der zuvor als Entwurf mit den aktualisierten Impfempfehlungen vom 25. April 2023 das Stellungnahmeverfahren durchlief. Gegenüber dem Entwurf habe es nur einige konkretisierende Anpassungen gegeben. Zum Erreichen einer Basisimmunität empfiehlt die STIKO jetzt zwischen der ersten und zweiten Impfung einen Mindestabstand von drei Wochen. Zwischen der zweiten und dritten Impfung sollten mindestens sechs Monate liegen. Eine Infektion sei in der Regel nur dann als maßgeblich für die grundsätzlich angestrebten drei Antigenkontakte zu werten, wenn nach der vorherigen Impfung mindestens drei Monate vergangen sind. Nach einer Infektion sollte frühestens nach Ablauf von drei Monaten die Grundimmunisierung vervollständigt werden. Daneben hat die STIKO ihre Empfehlung, dass auch das Personal in medizinischen und pflegerischen Einrichtungen regelmäßige Booster-Impfungen erhalten sollte, auf Personal mit direktem Patienten- oder Bewohnerkontakt eingeschränkt. Bei einer COVID-19-Impfung im Herbst könnten auch gleichzeitig Impfungen gegen Pneumokokken und Influenza erfolgen, wenn entsprechende Indikationen vorliegen. Wie bereits im Beschlussentwurf empfiehlt die STIKO nach wie vor, gesunde Kinder und Jugendliche bis zum Alter von 17 Jahren nicht mehr gegen COVID-19 zu impfen. Gesunde Menschen im Alter von 18 bis 59 Jahren sollten über eine Basisimmunität verfügen. Personen ab 60 Jahren, chronisch Kranke ab einem Alter von sechs Monaten, die ein erhöhtes Risiko für einen schweren Verlauf einer SARS-CoV-2-Infektion haben, sowie Bewohner von Pflegeheimen sollten zusätzlich zur Basisimmunität regelmäßige Booster-Impfungen erhalten.
Für weitere Auffrischungsimpfungen soll nach Empfehlung der STIKO in der Regel ein Mindestabstand von 12 Monaten zum letzten Antigenkontakt (Impfung bzw. Infektion) eingehalten werden. Nach der Stellungnahme vom 18. September 2023 gilt dies auch für die an XBB.1.5 adaptierten Impfstoffe.

## Anforderungen und Durchführung der Impfungen
Es wird eine sorgfältige Aufklärung über etwaige Risiken durch den jeweils eine Impfung Durchführenden erwartet. Bei Minderjährigen kann, je nach der individuellen Verständnisfähigkeit, zusätzlich zu der des Impflings eine Einwilligung des oder der Sorgeberechtigten erforderlich sein.
Bei Kontraindikationen, wie Allergien gegen bestimmte Inhaltsstoffe der Vakzine, können auch andere zugelassene Impfstoffe verwendet werden. Bei sehr alten Menschen oder Menschen mit progredienten Krankheiten, die sich in einem schlechten Allgemeinzustand befinden, weist die STIKO auf eine generelle Überprüfung der Impffähigkeit hin.
Die Impfung sollte strikt intramuskulär durchgeführt werden. Um seltene versehentliche intravasale Injektionen zu vermeiden, empfiehlt die STIKO seit Mitte Februar 2022 zur weiteren Erhöhung der Sicherheit einen Aspirationstest vor der Impfung. Bei Patienten, die mit Gerinnungshemmern behandelt werden, sollte bei der Impfung eine möglichst dünne Kanüle verwendet und die Einstichstelle zwei Minuten danach fest komprimiert werden. Soweit ein Vektorimpfstoff zum Einsatz kam, können Impfungen mit anderen Totimpfstoffen ohne gesonderten Abstand durchgeführt werden, bei Nuvaxovid gilt dies nur für Influenza-Totimpfstoffe. Bei Lebend- oder anderen Impfstoffen wird ein Abstand von 14 Tagen empfohlen. Es ist nicht erforderlich, vor einer Impfung auszuschließen, ob eine asymptomatische oder durchgemachte SARS-CoV-2-Infektion besteht.

## Auffrischungsimpfungen („Booster-Impfung“)
Immunologen gingen davon aus, dass der Antikörperspiegel sechs bis neun Monate nach der zweiten Impfung abnimmt, so dass keine ausreichende Immunität gegen eine COVID-19-Erkrankung mehr bestehen könnte.
Ziel der ersten Auffrischungsimpfung (auch „Booster-Impfung“ oder nur „Booster“ genannt) war die Aufrechterhaltung des Individualschutzes gegen eine Infektion nach vollständiger Grundimmunisierung gegen COVID-19. Darüber hinaus sollte durch den „Booster“ die Übertragung des Coronavirus SARS-CoV-2 von Mensch zu Mensch (Transmission) in der Bevölkerung reduziert werden. Schwere Erkrankungen oder gar Todesfälle sollten nach Möglichkeit vermieden und gleichzeitig einer folgenschweren Überlastung des gesamten Gesundheitssystems, der Kliniken und Intensivstationen entgegengewirkt werden. Diese Ziele wurden in der Empfehlung der STIKO vom 18. August 2022 (Epidemiologisches Bulletin 33/2022 des Robert Koch-Instituts (RKI)) näher konkretisiert.
Am 21. Dezember 2021 beschloss die Europäische Kommission, die Gültigkeit der COVID-19-Impfzertifikate für Personen, die eine oder zwei Schutzimpfungen erhalten haben, jedoch keine Booster-Impfung vorweisen können, auf 270 Tage zu begrenzen. Die Neuregelung trat in der EU am 1. Februar 2022 in Kraft.
Die Anfang des Jahres 2022 dominierende Omikron-Subvariante BA.1 wurde im März 2022 weltweit von der Omikron-Subvariante BA.2 verdrängt. Ab etwa Ende Juni 2022 dominierten die Omikron-Subvarianten BA.4 und BA.5 das Infektionsgeschehen. Daher war es geboten, die bereits zugelassenen Impfstoffe rechtzeitig vor einer im Herbst/Winter zu erwartenden weiteren Infektionswelle an die Subvarianten BA.4 / BA.5 der Omikronvariante von SARS-CoV-2 anzupassen und rechtzeitig genügend Impfstoffdosen für Auffrischungsimpfungen bereitzustellen.
Am 1. September 2022 erteilte die Europäische Kommission zwei an eine Omikron-Subvariante von SARS-CoV-2 angepassten mRNA-Impfstoffen die Zulassung für Auffrischungsimpfungen, nachdem der Ausschuss für Humanarzneimittel (CHMP) gegenüber der EMA eine entsprechende Empfehlung ausgesprochen hatte. Es handelt sich um die bivalenten Impfstoffe Comirnaty Original/Omicron BA.1 (BioNTech/Pfizer) und Spikevax bivalent Original/Omicron BA.1 (Moderna). Diese neu zugelassenen Impfstoffe sind jeweils auf den ursprünglichen, erstmals im chinesischen Wuhan nachgewiesenen Wildtyp von SARS-CoV-2 und dessen Omikron-Subvariante BA.1 abgestimmt. Zu diesem Zweck wurden die Vakzine in eine „bivalente Formulierung“ überführt; Basis für das Impfstoffdesign waren die bereits in der EU zugelassenen COVID-19-Impfstoffe Comirnaty (BioNTech/Pfizer) und Spikevax (Moderna). Eine Impfung mit den neu zugelassenen Impfstoffen ist bei Personen ab 12 Jahren möglich, welche bereits mindestens die Grundimmunisierung gegen COVID-19 haben, und erfolgt frühestens drei Monate nach Verabreichung der letzten Impfstoffdosis. Nach Angaben der Bundesregierung sollten bereits ab dem 5. September 2022 14 Millionen Dosen der neuen, bivalenten COVID-19-Impfstoffe in Deutschland ausgeliefert werden.
Am 12. September 2022 wurde auf Empfehlung der EMA von der Europäischen Kommission mit Comirnaty Original/Omicron BA.4-5 (BioNTech/Pfizer) auch ein an die aktuell in Deutschland dominierenden Omikron-Varianten BA.4 und BA.5 angepasster Impfstoff für Auffrischungsimpfungen in der Europäischen Union (EU) und im Europäischen Wirtschaftsraum (EWR) zugelassen. Der neue bivalente Impfstoff von BioNTech/Pfizer ist an den Wildtyp von SARS-CoV-2 und an dessen Omikron-Subvarianten BA.4 und BA.5 angepasst und für Personen ab zwölf Jahren als Auffrischungsimpfung vorgesehen.

### Auffrischungsimpfungen mit monovalenten COVID-19-Impfstoffen
Die Ständige Impfkommission (STIKO) beim Robert Koch-Institut (RKI) empfahl eine (erste) Auffrischungsimpfung (Booster-Impfung) allen Personen ab einem Alter von 12 Jahren. Vulnerable Personen und bestimmte Risikogruppen sollten vorrangig geimpft werden. Dazu zählten Menschen ab einem Alter von 70 Jahren, Bewohner von Senioren- und Pflegeheimen, medizinisches und pflegerisches Personal sowie Schwangere ab dem zweiten Trimenon. Bisher Ungeimpfte sollten vordringlich geimpft werden.
Unabhängig davon, welcher Impfstoff zur Grundimmunisierung gegen COVID-19 verwendet wurde, sollte bei der Booster-Impfung ein mRNA-Impfstoff verabreicht werden. Für unter 30-Jährige und Schwangere ab dem zweiten Trimenon wurde zum Impfstoff Comirnaty (BioNTech/Pfizer) geraten. Für Personen ab einem Alter von 30 Jahren galten die mRNA-Impfstoffe Comirnaty und Spikevax (Moderna) als gleichermaßen geeignet. Personen, die nach einer Infektion mit SARS-CoV-2 erstmals geimpft wurden, sollten frühestens drei Monate danach eine Booster-Impfung erhalten. Wer bereits geimpft wurde und erst danach eine Infektion durchgemacht hat, sollte ebenfalls mindestens drei Monate nach der Genesung eine Booster-Impfung erhalten, und zwar unabhängig von der Zahl der zuvor verabreichten Impfdosen. Davon ausgenommen waren Personen, die nach ihrer Erstimpfung eine Infektion erlitten haben. Bei diesen zählte nach einem entsprechenden PCR-Nachweis eine Impfdosis, in der Regel drei Monate danach, noch nicht als Booster-Impfung. Bei serologischem Nachweis einer Infektion wurde die im Abstand von vier Wochen empfohlene Impfung gleichfalls nur als Grundimmunisierung gewertet.
Am 29. November 2021 veröffentlichte die STIKO ihren Beschluss zur 14. Aktualisierung der COVID-19-Impfempfehlung (Epidemiologisches Bulletin 48/2021). Ziel der empfohlenen (ersten) Auffrischungsimpfung war, schweren Verläufen von COVID-19 auch nach längerem zeitlichen Abstand zur Grundimmunisierung durch Aufrechterhaltung des Impfschutzes vorzubeugen. Personen mit Immundefekt sollten nach Maßgabe der von der STIKO beschlossenen Empfehlung geimpft werden.
Am 21. Dezember 2021 – veröffentlicht im Epidemiologischen Bulletin 2/2022 – änderte die STIKO ihre Empfehlung zu Auffrischungsimpfungen hinsichtlich des Impfabstandes zur Grundimmunisierung. Die Änderung der Impfempfehlung wurde mit der in naher Zukunft anzunehmenden weiteren exponentiellen Verbreitung der Omikron-Variante und neueren Daten zur Virus-Neutralisation durch Antikörper und der verminderten Schutzdauer nach der Grundimmunisierung begründet. Allen grundimmunisierten Personen, denen bisher eine Auffrischungsimpfung mit einem Abstand von sechs Monaten nahegelegt wurde, wurde ab 21. Dezember 2021 ein verkürzter Abstand zur Grundimmunisierung von mindestens drei Monaten empfohlen.
Am 3. Februar 2022 überarbeitete die STIKO ihre Impfempfehlung erneut. Neben den bisher zur Verimpfung in den Staaten der Europäischen Union (EU) zugelassenen COVID-19-Impfstoffen wurde nun auch der Impfstoff Nuvaxovid zur Grundimmunisierung gegen COVID-19 von Personen ab 18 Jahren empfohlen. In den Zulassungsstudien zeigte der Impfstoff eine mit den zugelassenen mRNA-Impfstoffen vergleichbare Wirksamkeit. Aussagen zur klinischen Wirksamkeit gegen die Omikron-Variante von SARS-CoV-2 konnten zu diesem Zeitpunkt noch nicht getroffen werden. Gesundheitlich besonders gefährdeten und exponierten Personengruppen wurde eine zweite Auffrischimpfungsimpfung mit einem mRNA-Impfstoff nach abgeschlossener Grundimmunisierung und einer bereits erfolgten ersten Auffrischungsimpfung empfohlen. Zu diesen Personengruppen gehörten Menschen ab 70 Jahren, Bewohner und Betreute in Einrichtungen der Pflege, Menschen mit Immunschwäche ab fünf Jahren sowie in medizinischen Einrichtungen und Pflegeeinrichtungen Tätige, insbesondere bei direktem Kontakt zu Patienten und Bewohnern. Personen, die nach der 1. Auffrischungsimpfung eine Infektion durchgemacht haben, wurde keine weitere Auffrischungsimpfung empfohlen.
Am 18. August 2022 veröffentlichte die STIKO ihren Beschluss zur 21. Aktualisierung der COVID-19-Impfempfehlung im Epidemiologischen Bulletin 33/2022 des Robert Koch-Instituts (RKI). Die STIKO empfahl nun auch eine weitere (zweite) Auffrischungsimpfung für Personen im Alter von 60–69 Jahren sowie für Personen ab einem Alter von 5 Jahren mit einem erhöhten Risiko für schwere Verläufe wegen einer vorliegenden Grunderkrankung. Außerdem empfahl die STIKO definierten Personengruppen zusätzlich zur zweiten Auffrischungsimpfung eine Prä-Expositionsprophylaxe mit SARS-CoV-2-neutralisierenden, monoklonalen Antikörpern. Eine Grundimmunisierung gegen COVID-19 mit dem Impfstoff Nuvaxovid der Firma Novavax wurde nun auch für Kinder und Jugendliche im Alter von 12–17 Jahren empfohlen.

### Empfehlungen für die Auffrischungsimpfung mit angepassten, bivalenten Impfstoffen
Am 6. Oktober 2022 veröffentlichte die STIKO ihren Beschluss zur 22. Aktualisierung der COVID-19-Impfempfehlung im Epidemiologischen Bulletin 40/2022 des RKI. Darin empfahl sie nach Prüfung der aktuellen Datenlage nun für Auffrischungsimpfungen ab einem Alter von 12 Jahren vorzugsweise die Verimpfung von einem der beiden bereits zugelassenen und an die Omikronon-Subvariante BA.1 des Coronavirus SARS-CoV-2 angepassten bivalenten mRNA-Impfstoffe, also entweder Comirnaty Original / Omicron BA.1 von BioNTech/Pfizer oder Spikevax bivalent Original / Omicron BA.1 von Moderna.
Die STIKO empfahl in ihrer 22. Aktualisierung der COVID-19-Impfempfehlung ebenfalls den an die weltweit und auch in Deutschland dominierende Omikron-Subvarianten BA.4 / BA.5 angepassten bivalenten COVID-19-Impfstoff Comirnaty Original / Omicron BA.4/5 (BioNTech/Pfizer) für Auffrischungsimpfungen.
Die beiden bivalenten mRNA-Impfstoffe Comirnaty Original / Omicron BA.1 und Comirnaty Original / Omicron BA.4/5 sollten im Vergleich zu den bisher verimpften monovalenten mRNA-Impfstoffen, die lediglich an den Wildtyp von SARS-CoV-2 angepasst waren, eine gleichbleibend verbesserte Antikörperantwort gegenüber den Subvarianten BA.1 bzw. BA.4-5 der SARS-CoV-2-Variante Omikron erzielen. Die STIKO ging trotz der „limitierten Datenlage“ davon aus, dass diese beiden bivalenten mRNA-Impfstoffe – ebenso wie die bisher verimpften monovalenten mRNA-Impfstoffe – Schutz vor einer schweren COVID-19-Erkrankung, Hospitalisierung und Tod durch eine der bisher aufgetretenen SARS-CoV-2-Varianten vermitteln.

### Vorangegangene Entwicklung
Der Vorsitzende der STIKO, Thomas Mertens, ging Mitte Mai 2021 davon aus, dass 2022 alle gegen COVID-19 Geimpften ihren Impfschutz auffrischen müssen, da der Impfschutz, jedenfalls nach bisherigen Erkenntnissen, nur etwa sechs Monate anhält. Für bestimmte Risikogruppen werde schon im Herbst 2021 eine Auffrischungsimpfung notwendig werden.
Das RKI antwortete am 25. Juni 2021 auf die von ihm selbst gestellte Frage: „Könnte nach einer abgeschlossenen Impfserie eine spätere Auffrischimpfung mit einem anderen COVID-19-Impfstoff erfolgen?“, dass nichts dagegen spreche.
Laut einem Bericht des Ärzteblattes vom 31. August 2021 schlug der Berufsverband Deutscher Laborärzte eine Priorisierung der Personengruppen für Drittimpfungen anhand sogenannter Surrogat-Neutralisationstests vor. Dieses Testverfahren kann die Konzentration von Antikörpern im Blut bestimmen. Jedenfalls unter einem Wert von 21.8 Binding Antibody Units (BAU) bestehe keine Immunisierung mehr. Bei entsprechend Gefährdeten sollte eine regelmäßige Messung des Antikörperspiegels stattfinden. Über einem Wert von 1.000 BAU sei eine Drittimpfung dagegen unnötig.
Der Präsident der Bundesärztekammer, Klaus Reinhardt, hatte Anfang September 2021 das Fehlen einer Empfehlung der Auffrischungsimpfungen in der Breite kritisiert, weil die Datenlage dafür noch nicht ausreichend gewesen sei. Besorgt zeigte sich seinerzeit auch Karl Lauterbach, damals Gesundheitsexperte der SPD und heutiger Bundesgesundheitsminister: „Ich befürchte, dass jetzt viele mit einer dritten Impfung versehen werden, die davon nicht profitieren, während diejenigen, die sie dringend benötigen würden, sie nicht bekommen.“ Auch der Virologe Hendrik Streeck äußerte Zweifel am Snn einer dritten Impfung: „Es gibt keinen belastbaren Hinweis, dass die Wirkung von zwei Impfungen derart nachlässt, dass sie das Hauptziel des Schutzes vor einem schweren Verlauf prinzipiell nicht mehr gewährleisten.“ Eine Booster-Impfung könne allenfalls bei Risikopatienten sinnvoll sein.
Am 23. September 2021 bestand Gewissheit, dass die STIKO eine dritte Impfung bei Personen mit einem stark geschwächten Immunsystem empfiehlt. Zu dieser Risikogruppe gehören beispielsweise Menschen mit einem Immundefekt, einer Autoimmunerkrankung oder solche, bei denen eine Organtransplantation vorgenommen wurde. Eine altersgruppenbezogene Empfehlung für eine Auffrischungsimpfung für bereits vollständig Geimpfte gab es zu diesem Zeitpunkt aber noch nicht.
Am 24. September 2021 empfahl die STIKO Impfungen gegen das Coronavirus und gegen Grippe gleichzeitig vorzunehmen. Ein Impfabstand müsse dabei nicht eingehalten werden. Die STIKO veröffentlichte auch eine Empfehlung zur COVID-19-Impfung bei Personen mit Immunschwäche. Diese Empfehlung umfasst u. a. bisher ungeimpfte Personen mit einer Immundefizienz, das Vorgehen nach der COVID-19-Grundimmunisierung von Personen mit verschiedenen Schweregraden einer Immundefizienz sowie deren Kontaktpersonen.
Am 7. Oktober 2021 empfahl die STIKO, Menschen ab 70 Jahren Auffrischungsimpfungen zu geben, ebenso Bewohnern von Altenheimen, dem Personal mit direktem Kontakt zu Betreuten in ambulanten und stationären Pflegeeinrichtungen sowie in medizinischen Einrichtungen. Die Auffrischungsimpfung mit einem mRNA-Impfstoff solle frühestens sechs Monate nach Abschluss der Grundimmunisierung erfolgen, unabhängig davon, welcher Impfstoff zuvor verwendet wurde. Nach abgeschlossener Grundimmunisierung mit einem der von der Europäischen Arzneimittel-Agentur (EMA) zugelassenen mRNA-Impfstoffe (Comirnaty von BioNTech/Pfizer oder Spikevax von Moderna) solle möglichst der gleiche Impfstoff verabreicht werden. Bei Personen, die mit dem Einmalimpfstoff Ad26.COV2.S von Janssen/Johnson & Johnson geimpft wurden, solle zum ausreichenden Impfschutz eine Dosis eines mRNA-Impfstoffs hinzutreten. Die entsprechende Impfung solle bereits vier Wochen nach der Impfung mit Ad26.COV2.S erfolgen. Die Empfehlung der STIKO beruhte wohl darauf, dass in Deutschland im Verhältnis zur Anzahl der verabreichten Impfdosen die meisten Erkrankungen mit COVID-19 aufgrund von Impfdurchbrüchen bei Personen beobachtet wurden, die damit geimpft wurden. Der Europäischen Arzneimittel-Agentur (EMA) lag mit Stand vom 15. Oktober 2021 für die Impfstoffe Ad26.COV2.S (Johnson & Johnson) und Vaxzevria (AstraZeneca) noch keine Zulassungsempfehlung für eine Auffrischungsimpfung vor.
Am 18. Oktober 2021 überarbeitete die STIKO ihre Vorgaben und empfahl nun Auffrischungsimpfungen mit einem mRNA-Impfstoff bei Personen ab dem 70. Lebensjahr und für bestimmte Risikogruppen. In gleicher Weise solle vorgegangen werden, wenn zuvor Ad26.COV2.S von Johnson & Johnson verimpft wurde.
Obwohl eine Empfehlung der STIKO für Auffrischungsimpfungen mit Vaxzevria (AstraZeneca/Oxford) für vollständig damit Grundimmunisierte seinerzeit noch ausstand, konnten besonders gefährdete Personen eine Auffrischimpfungsimpfung zur Wiederherstellung des Impfschutzes mit einem mRNA-Impfstoff bereits erhalten. Auch bei Personen, die zweifach mit Vaxzevria geimpft wurden und damit eine vollständige Impfung erhalten haben, war eine dritte Impfung zur Auffrischung ihres Immunschutzes mit einem mRNA-Impfstoff möglich: „Ob eine mögliche Auffrischimpfung sinnvoll ist, sollte nach ärztlicher Aufklärung und individueller Risikoakzeptanz der zu impfenden Person entschieden werden. Für diejenigen, für die mit Stand vom 22. Oktober 2021 noch keine Empfehlung der STIKO vorlag, haben die Gesundheitsministerinnen und Gesundheitsminister der Länder im Einvernehmen mit dem Bundesminister für Gesundheit die Entscheidung getroffen, eine Auffrischungsimpfung zu ermöglichen.“
Der Umstand, dass Immunsupprimierte bereits nach vier Wochen nach der Zweitimpfung eine Drittimpfung erhalten konnten, veranlasste die Landesregierung von Nordrhein-Westfalen Mitte Dezember 2021, dies allen Personen ab 18 Jahren zu ermöglichen, während in anderen Bundesländern ein Mindest-Impfabstand von fünf Monaten galt. Der Generalsekretär der Deutschen Gesellschaft für Immunologie, Carsten Watzl, erklärte dazu, dass vier Monate Abstand das Minimum für die Booster-Impfung seien. Die Ausnahme bei Immunsupprimierten erkläre sich daraus, dass bei diesen das Immunsystem auf die ersten beiden Impfungen nicht oder kaum reagiere (d. h. dass es noch keine erfolgreiche Grundimmunisierung gibt, Anm.).
Siehe auch: COVID-19 / Abschnitt „Auffrischungsimpfung für Grundimmunisierte mit bivalenten COVID-19-Impfstoffen“

## Sonstige Gruppen

### Schwangere und Stillende
Schwangere sind besonders gefährdet, bei einer Infektion mit dem Coronavirus SARS-CoV-2 schwer an COVID-19 zu erkranken, wie Daten der „Cronos-Registerstudie“ zeigen. Diese analysierte den Zustand von Müttern und Babys, wenn sich die Frauen während ihrer Schwangerschaft infiziert hatten. Neben der Vermeidung von Schwangerschaftskomplikationen bei der Mutter soll die Impfung fetale bzw. neonatale Komplikationen beim Kind aufgrund einer SARS-CoV-2-Infektion verhindern. Schwangere zählen zu den vulnerablen Personen.

#### Vorangegangene Entwicklung
Am 10. September 2021 empfahl die STIKO die Impfung für Schwangere ab dem zweiten Schwangerschaftsdrittel und für Stillende mit zwei Dosen eines mRNA-Impfstoffs. Auch allen noch nicht oder unvollständig geimpften Frauen im gebärfähigen Alter wurde zu einer Impfung geraten.
Am selben Tag berichtete die Deutsche Apothekerzeitung von einer Expertendiskussion, die auf Einladung des Science Media Centre stattfand. Daran nahmen Christian Bogdan, STIKO-Mitglied und Direktor des Mikrobiologischen Instituts am Universitätsklinikum Erlangen, Marianne Röbl-Mathieu, ebenfalls STIKO-Mitglied und dort Sprecherin der „AG COVID-19-Impfung in der Schwangerschaft“, und Mario Rüdiger vom Dresdener Universitätsklinikum Carl Gustav Carus teil. Es bestehe Einigkeit darüber, dass es bei einer Impfung vor allem um den Schutz der Schwangeren selbst geht. Eine Schwangerschaft sei im Vergleich zum Risiko gleichaltriger, nicht schwangerer Frauen ein Risikofaktor für einen schweren COVID-19-Verlauf.
Christian Bogdan gab zu bedenken, dass nur bei rechtzeitiger Impfung ein Schutz während der gesamten Schwangerschaft gewährleistet ist. Eine Impfung gegen das Coronavirus sollte am besten schon vor einer Schwangerschaft, nicht erst ab ihrem zweiten Drittel stattfinden. Zudem machte er darauf aufmerksam, dass eine Schwangerschaft stets komplexe Veränderungen des Immunsystems mit sich bringt und auch das Immunsystem des Kindes in den Blick genommen werden muss. Im ersten Trimenon wolle man grundsätzlich das Auftreten von Fieber vermeiden, um ein mögliches Risiko für eine Fehlgeburt auszuschließen.

### Immunisierung nach Infektion und Genesung
Am 17. September 2021 verkündete Bundesgesundheitsminister Jens Spahn, dass Bürger, die bereits eine unbemerkte Corona-Infektion erlitten haben, den Nachweis eines vollständigen Impfschutzes durch einen Antikörpertest und eine einzelne Impfung erbringen können. Der etwa 20 bis 25 Euro teuere Antikörpertest müsse jedoch selbst bezahlt werden. Für Genesene sei weiterhin ein positiver PCR-Test als Nachweis erforderlich, der bis zu sechs Monaten nach einer Infektion gültig ist. Danach sei auch bei Genesenen eine Impfung nötig, um als vollständig geschützt anerkannt zu werden.
Einer Meldung der Tagesschau vom 1. Oktober 2021 zufolge gehen Virologen der Gesellschaft für Virologie davon aus, dass der Immunschutz bei Genesenen länger anhält als bisher angenommen. Dieser könne mindestens ein Jahr betragen, möglicherweise sogar noch deutlich länger. Es werde dafür plädiert, dass die Befreiung von der Corona-Testpflicht nach Genesung von einer nachweislich überstandenen SARS-CoV-2-Infektion auf zwölf Monate verlängert wird.
Am 16. Januar 2022 wurde berichtet, dass das Robert Koch-Institut (RKI) eine Änderung vorgenommen hat, die ab 15. Januar 2022 gelten sollte. Der bisherige Zeitraum von sechs Monaten für Genesene, als immunisiert zu gelten, wurde auf drei Monate verkürzt. Genesene sollen künftig nach drei Monaten eine Auffrischungsimpfung benötigen, um am öffentlichen Leben teilnehmen zu können. Zur Anerkennung des Status als Immunisierter dürfe die Abnahme des positiven PCR-Tests mindestens 28, höchstens jedoch 90 Tage zurückliegen.

### Rheuma-Patienten
Laut einer Veröffentlichung der Deutschen Gesellschaft für Rheumatologie e. V. vom 26. April 2023 können dreifach gegen SARS-CoV-2 geimpfte Rheumapatienten davon profitieren. Bei einer Infektion zeige sich eine niedrigere Sterblichkeit im Vergleich zu Personen, die sich nicht haben impfen lassen. Bereits die zweite Impfung senke das Risiko für eine Hospitalisierung um fast 60 Prozent, eine Auffrischungsimpfung (dritte) Impfung um mehr als 80 Prozent. Die dritte Impfung habe darüber hinaus das Sterberisiko um über 70 Prozent reduzieren können. Die Studie wurde im Fachjournal Rheumatic & Muskuloskeletal Diseases (RMD Open) publiziert.

### Adipositas-Patienten
Am 15. Mai 2023 berichtete das Ärzteblatt unter Bezugnahme auf eine an der University of Edinburgh durchgeführte Studie, dass Adipositas nicht nur das Risiko auf einen schweren Verlauf von COVID-19 erhöht, sondern auch zu einer Schwächung des Impfschutzes führt. Die Studie umfasste nach dem Bericht die gesamte schottische Bevölkerung. Danach sei es bei 3,5 Millionen Personen, welche mit den Vakzinen von Biontech/Pfizer oder AstraZeneca grundimmunisiert wurden, bei 10.983 (0,3 %) zu einer schweren Durchbruchinfektion gekommen, die eine Krankenhausbehandlung erforderlich machte. Insgesamt habe es 2.207 Todesfälle gegeben.

## Impfstatistik

### Bund
Seit dem 28. Dezember 2020 veröffentlicht das RKI werktäglich Impfstatistiken. Bundesweit haben bis 19. November 2022 mindestens 64.814.677 Menschen die erste Impfung erhalten. Dies entspricht 77,9 % der deutschen Bevölkerung und 86,9 % aller Erwachsenen. Vollständig grundimmunisiert sind 63.501.131 Personen (vollständige Impfquote: 76,3 % bzw. 85,4 % der Erwachsenen). Das RKI hatte bereits im Herbst 2021 zu bedenken gegeben, dass aufgrund von Untererfassung im Meldesystem die tatsächliche Impfquote wahrscheinlich um 5 % höher liege.
→ Ein Vergleich mit anderen Staaten siehe COVID-19-Impfstoff #Impfstatistik.

#### Gesamtzahl der Impfungen seit Beginn der Impfkampagne
| Die zur Anzeige dieser Grafik verwendete Erweiterung wurde dauerhaft deaktiviert. Wir arbeiten aktuell daran, diese und weitere betroffene Grafiken auf ein neues Format umzustellen. (Mehr dazu) |  |  |  |  |  |  |
| Gesamtzahl an Erstimpfungen Gesamtzahl an Zweitimpfungen (vollständige Impfung) Gesamtzahl an Drittimpfungen (1. Auffrischungsimpfung) Gesamtzahl an Viertimpfungen (2. Auffrischungsimpfung)     |  |  |  |  |  |  |
| |  |  |  |  |  |  |
| Datenstand bis 19. November 2022 1 |  |  |  |  |  |  |

#### Impfungen pro Tag
| Die zur Anzeige dieser Grafik verwendete Erweiterung wurde dauerhaft deaktiviert. Wir arbeiten aktuell daran, diese und weitere betroffene Grafiken auf ein neues Format umzustellen. (Mehr dazu) |  |  |  |  |  |  |
| Erstimpfungen Zweitimpfungen (vollständige Impfung) Drittimpfungen (1. Auffrischungsimpfung) Viertimpfungen (2. Auffrischungsimpfung)                                                             |  |  |  |  |  |  |
| |  |  |  |  |  |  |
| Datenstand bis 12. Januar 2023 1 |  |  |  |  |  |  |

### Bundesländer und Altersgruppen
Das Impfangebot wird von den Menschen verschiedener Wohnorte unterschiedlich stark angenommen: von Städtern deutlich mehr als von Menschen vom Land und von Süd- und Ostdeutschen deutlich weniger als von Menschen aus den anderen Landesteilen. So betrug beispielsweise die Quote an Erstimpfungen am 16. Dezember 2022 im Land Bremen 91,9 %, in Sachsen nur 66,3 %.
| Land                                                                                     | 12–17 Jahre     | 18–59 Jahre     | 18–59 Jahre         | ab 60 Jahre     | ab 60 Jahre         | ab 60 Jahre         |
| Land                                                                                     | vollst. Impfung | vollst. Impfung | 1. Auffrischimpfung | vollst. Impfung | 1. Auffrischimpfung | 2. Auffrischimpfung |
| ---------------------------------------------------------------------------------------- | --------------- | --------------- | ------------------- | --------------- | ------------------- | ------------------- |
| Baden-Württemberg                                                                        | 67,0 %          | 81,4 %          | 65,3 %              | 88,8 %          | 83,9 %              | 22,9 %              |
| Bayern                                                                                   | 70,6 %          | 82,0 %          | 62,0 %              | 88,2 %          | 82,8 %              | 23,8 %              |
| Berlin                                                                                   | 66,6 %          | 83,5 %          | 67,5 %              | 97,5 %          | 90,5 %              | 32,9 %              |
| Brandenburg                                                                              | 54,2 %          | 72,8 %          | 54,9 %              | 83,0 %          | 79,5 %              | 18,5 %              |
| Bremen                                                                                   | 72,4 %          | 100,6 %0        | 72,5 %              | 98,3 %          | 91,5 %              | 45,7 %              |
| Hamburg                                                                                  | 75,3 %          | 94,0 %          | 72,7 %              | 97,7 %          | 91,9 %              | 36,7 %              |
| Hessen                                                                                   | 68,3 %          | 82,3 %          | 64,6 %              | 88,5 %          | 83,5 %              | 29,0 %              |
| Mecklenburg-Vorpommern                                                                   | 57,2 %          | 79,8 %          | 59,6 %              | 90,3 %          | 83,5 %              | 23,7 %              |
| Niedersachsen                                                                            | 76,2 %          | 83,5 %          | 71,7 %              | 91,1 %          | 88,1 %              | 38,9 %              |
| Nordrhein-Westfalen                                                                      | 75,7 %          | 86,9 %          | 70,6 %              | 92,0 %          | 88,1 %              | 38,8 %              |
| Rheinland-Pfalz                                                                          | 70,5 %          | 81,2 %          | 67,3 %              | 89,7 %          | 85,1 %              | 31,5 %              |
| Saarland                                                                                 | 73,9 %          | 89,9 %          | 73,4 %              | 93,7 %          | 89,1 %              | 31,0 %              |
| Sachsen                                                                                  | 44,2 %          | 67,4 %          | 48,5 %              | 84,0 %          | 74,5 %              | 12,5 %              |
| Sachsen-Anhalt                                                                           | 53,1 %          | 78,0 %          | 55,9 %              | 90,7 %          | 82,9 %              | 18,3 %              |
| Schleswig-Holstein                                                                       | 88,5 %          | 84,4 %          | 74,4 %              | 91,3 %          | 90,7 %              | 51,2 %              |
| Thüringen                                                                                | 52,2 %          | 72,8 %          | 51,9 %              | 87,7 %          | 77,6 %              | 13,2 %              |
|                                                                                          |                 |                 |                     |                 |                     |                     |
| Deutschland                                                                              | 69,4 %          | 82,9 %          | 65,9 %              | 90,0 %          | 84,9 %              | 29,6 %              |
|                                                                                          |                 |                 |                     |                 |                     |                     |
| Insgesamt verimpfte Dosen                                                                | 186.900.561     | 186.900.561     | 186.900.561         | 186.900.561     | 186.900.561         | 186.900.561         |
|                                                                                          |                 |                 |                     |                 |                     |                     |
| Datenstand bis 19. Oktober 2022 (Quelle: RKI, Impfquotenmonitoring zur COVID-19-Impfung) |                 |                 |                     |                 |                     |                     |

## Impfstoffbeschaffung

### Bestellungen
Die Europäische Kommission vereinbarte mit den Pharmaunternehmen BioNTech und Pfizer ursprünglich den Kauf von 200 bis 300 Millionen Einzeldosen ihres mRNA-Impfstoffs Tozinameran. Vom bestellten Kontingent sollte Deutschland 38 Mio. Impfdosen erhalten. Insgesamt hat die EU-Kommission bis November 2020 bis zu 405 Mio. Dosen des Tübinger Herstellers Curevac, je 400 Mio. von AstraZeneca und Johnson & Johnson, je bis zu 300 Mio. Dosen von BioNTech/Pfizer und von Sanofi/GlaxoSmithKline sowie 160 Mio. Dosen von Moderna bestellt.
Laut einer Meldung vom 4. August 2021 hat sich die EU auch 100 Millionen Dosen des Impfstoffs NVX-CoV2373 des US-Unternehmens Novavax mit einer Option auf weitere 100 Millionen Dosen bis 2023 gesichert.

### Impfstoffmangel im 1. Halbjahr 2021 und mögliche Ursachen
Karl Lauterbach, Epidemiologe und damals Gesundheitsexperte der SPD, befürchtete schon im August 2020, dass selbst für den Fall der Verfügbarkeit eines wirksamen Impfstoffes zu Beginn des Jahres 2021 sich die Impfung der Gesamtbevölkerung Deutschlands bis 2022 hinziehen könnte.
Verhandlungspartner der Impfstoffproduzenten waren nicht die Nationalstaaten innerhalb der EU, sondern die EU selbst. BioNTech/Pfizer hatten im November 2020 der EU 500 Millionen Dosen ihres mRNA-Impfstoffes BNT162b2 (Tozinameran) angeboten. Die EU wollte aber zunächst nur 200 Millionen – mit einer Option auf weitere 100 Millionen – abnehmen, obwohl die Phase-3-Studie bereits eine hohe Wirksamkeit gezeigt haben soll. Dagegen bestellte die EU bei Curevac im November 2020, also bereits vor dem Beginn der Phase-3-Studie, bis zu 405 Millionen Dosen (180 Mio. optional, 225 Mio. fest) des mRNA-Impfstoffs CVnCoV von Curevac.
Anfang Januar 2021 kritisierte Frauke Zipp, ein Mitglied der Leopoldina, die Bundesregierung und warf ihr ein „Versagen bei der Impfstoffbestellung“ vor. Wegen des damaligen Impfstoffmangels zog das Bundesgesundheitsministerium Anfang Januar 2021 in Erwägung, beim Impfstoff von BioNTech/Pfizer das Maximum beim Impfabstand von 42 Tagen noch zu überschreiten. Dies wäre jedoch mit Risiken bei der Impfwirksamkeit einhergegangen. (Siehe dazu auch: COVID-19-Impfstoff)

### Strategien zur Behebung des Impfstoffmangels

#### Mehr Impfstoff aus einer Impfampulle
Das Bundesgesundheitsministerium empfahl am 27. Dezember 2020 Landesbehörden und Impfzentren, unter geeigneten Bedingungen sechs statt bislang fünf Dosen aus einer BioNTech/Pfizer-Impfampulle zu ziehen. Bereits zuvor konnten Ärzte nach eigenem Ermessen daraus mehr Dosen generieren. Am 8. Januar 2021 gab die Europäische Arzneimittel-Agentur (EMA) die entsprechende Zustimmung.

#### Krisenproduktion
Zur Beschleunigung der Impfstoffversorgung wurde im Winter 2020/2021 von deutschen Politikern, darunter Christian Lindner, eine Krisenproduktion gefordert. Die Vorschläge reichten von marktwirtschaftlichen Anreizen zur Lizenzierung bis zur Erteilung von Zwangslizenzen.

### Unterstützung bedürftiger Länder
Am 26. Juli 2021 berichtete die ÄrzteZeitung, dass Bundesgesundheitsminister Jens Spahn die Versprechen der Bundesregierung zur Corona-Impfung als übererfüllt ansieht. Das erklärte Ziel, jedem Impfwilligen bis Ende des Sommers ein Impfangebot zu machen, sei erreicht. Auch für Kinder und Jugendliche stünde im Juli und August ausreichend Impfstoff (von BioNTech/Pfizer und Moderna) zur Verfügung, um den rund 4,5 Millionen 12- bis 17-Jährigen ein Impfangebot machen zu können.
Ab August 2021 wollte Deutschland alle Impfstoff-Lieferungen von AstraZeneca der Hilfsorganisation COVAX spenden. Nach Deutschland sollten dagegen keine Lieferungen mehr erfolgen. Zunächst sollten knapp 1,3 Millionen Dosen an die Organisation gehen. Darüber hinaus wollte die Bundesregierung zugunsten von Staaten, die Bedarf haben, im August auf Impfstoffdosen von Johnson & Johnson, die eigentlich Deutschland zustehen würden, verzichten. Die vertraglich vereinbarte Menge sollte je nach Bedarf in Deutschland später geliefert oder an andere Staaten abgegeben werden. Anfang Juli 2021 habe das Kabinett beschlossen, bis Ende des Jahres mindestens 30 Millionen Impfdosen an Entwicklungsländer und andere Staaten abzugeben, wovon 80 % der COVAX zur Verfügung gestellt und 20 % direkt an andere Länder gehen sollten.
Nach dem Stand vom 2. Oktober 2021 habe die Bundesrepublik Deutschland bereits rund 17 Millionen Impfdosen an andere Staaten abgegeben. Davon entfielen über die COVAX 10 Millionen auf AstraZeneca, gut 7 Millionen Dosen seien direkt an die Ukraine, Namibia, Vietnam, Ägypten und Ghana gegangen. Ab Oktober 2021 sollte der COVAX auch der Impfstoff von Johnson & Johnson zur Verfügung stehen. Deutschland habe zugesagt, bis Ende des Jahres 2021 anderen Ländern insgesamt 100 Millionen Impfdosen zu spenden.
Ende Oktober 2021 dankte der Chef der Weltgesundheitsorganisation (WHO), Tedros Adhanom Ghebreyesus, Deutschland für sein humanitäres Engagement und rief auch andere Staaten mit einer Impfquote von mindestens 40 % dazu auf, bei den Impfstoff-Lieferungen bedürftigeren Staaten den Vortritt zu lassen. Bundeskanzlerin Angela Merkel habe beim G20-Gipfel in Rom (30. bis 31. Oktober 2021) bekundet, nach den für 2021 geplanten 100 Millionen Impfdosen weitere 75 Millionen ärmeren Ländern spenden zu wollen. Das Bundesgesundheitsministerium habe jedoch einschränkend darauf hingewiesen, dass nicht sicher sei, ob Deutschland das Ziel von 100 Millionen noch im Jahr 2021 erreichen kann. Es seien erst schwierige Rechtsfragen, die mit den betreffenden Herstellern zusammenhängen, und logistische Anforderungen auf seiten der Empfängerländer zu klären.
Im November 2021 habe Spahn jedoch erklärt, es sei eine Lieferung des BioNTech/Pfizer-Impfstoffs Tozinameran an das internationale Hilfsprogramm COVAX zugunsten der inländischen Booster-Kampagne gestoppt worden.

## Impfstoffsicherheit und -wirksamkeit
Die bislang zum Einsatz gekommenen Impfstoffe wurden in Phase-III-Studien zuvor an mehreren zehntausend Patienten getestet, ohne dass sich schwerwiegende Nebenwirkungen gezeigt haben sollen. Nach Prüfung der verfügbaren Studiendaten durch die Europäische Arzneimittel-Agentur (EMA) und Zulassung durch die Europäische Kommission wurden sie von der STIKO für die Anwendung in Deutschland empfohlen.
Das RKI hat die Risikofaktoren, welche zu einem schweren COVID-19-Verlauf führen können, bereits in seinem Epidemiologischen Bulletin 19/2021 nach Auswertung von rund 94.000 Krankheitsfällen zusammengetragen. Danach handelt es sich bei den größten Risikofaktoren um hämatoonkologische Erkrankungen (31,5 %), metastasierte solide Tumorerkrankungen mit Therapie (28,2 %), Demenz (24,3 %), metastasierte solide Tumorerkrankungen ohne Therapie (23,3 %) und Herzinsuffizienz (21,7 %).
Das Paul-Ehrlich-Institut (PEI) ist zuständig für die Überwachung der Impfstoffsicherheit in Deutschland. Es erstellt regelmäßig Berichte über „Verdachtsfälle von Nebenwirkungen und Impfkomplikationen nach Impfung zum Schutz vor COVID-19“.
Für Betroffene von seltenen schweren Nebenwirkungen der Impfungen gibt es über die Hausarztversogung hinaus speziell eingerichtete Sprechstunden an den Universitätskliniken wie beispielsweise das „Fatigue Zentrum der Berliner Charité“ oder die Spezialambulanz der Uniklinik Marburg.

### Kontraindikationen
Nach Auffassung des RKI kann in Einzelfällen aufgrund bestehender Vorerkrankungen nicht geimpft werden. Dazu zählen etwa Allergien gegen einzelne Bestandteile der COVID-19-Impfstoffe. In der Regel können jedoch Personen, die mit einem der Impfstofftypen nicht impfbar sind, mit dem jeweils anderen geimpft werden.
Für eine Impfung mit Vaxzevria (AstraZeneca) gab es darüber hinaus zwei seltene Kontraindikationen: ein vorbestehendes Thrombose-mit-Thrombozytopenie-Syndrom (TTS) und das Kapillarlecksyndrom. In diesen Fällen können mRNA-Impfstoffe verabreicht werden. Bei Personen mit Immundefizienz ist die Impfung möglicherweise weniger wirksam, aber nicht kontraindiziert. Infektionen mit Körpertemperaturen >38 °C sind eine vorübergehende Kontraindikation, nach Abklingen des Fiebers soll geimpft werden können.

### Impfdurchbrüche
Das Robert Koch-Institut (RKI) definierte einen Impfdurchbruch als SARS-CoV-2-Infektion (mit klinischer Symptomatik), die bei einer vollständig geimpften Person mittels PCR- oder Erregerisolierung festgestellt wurde. Ein vollständiger Impfschutz war angenommen worden, wenn nach einer abgeschlossenen Impfserie (zwei Dosen von Moderna, BioNTech, AstraZeneca) oder eine Dosis Janssen (Johnson & Johnson) mindestens zwei Wochen vergangen sind. Eine asymptomatische Infektion gilt nach dieser Definition nicht als Impfdurchbruch.

### Versorgung bei Impfschäden
Seit dem 27. Dezember 2020 gewährt § 60 Abs. 1 Satz 1 Nr. 1a des Infektionsschutzgesetzes (IfSG) nach der Schutzimpfung gegen das Coronavirus SARS-CoV-2 wegen eines Impfschadens Versorgung in entsprechender Anwendung der Vorschriften des Bundesversorgungsgesetzes.
Bis April 2025 sind in Deutschland ca. 14.000 Anträge auf Anerkennung von Impfschäden bei den zuständigen Versorgungsämtern der Länder eingegangen. 573 Anträge sind genehmigt, mehr als 2.000 Widerspruchsverfahren noch anhängig. Die restlichen Anträge wurden abgelehnt. Es handele sich um Personen, bei denen sich Myokarditis, Hirnfunktionsstörungen und neurologische Erkrankungen eingestellt haben sollen, bei manchen erhöhte Blutungsneigungen, Narben am Impfarm, Inkontinenz oder Embolien. Bei den anerkannten Todesfällen nach einer Impfung, etwa nach einer Hirnvenenthrombose, liege die Zahl unter 20. In Deutschland wurden bis zum Ende der weltweiten Pandemie im April 2023 fast 65 Millionen Menschen grundimmunisiert. Dies müsse, so Carsten Watzl, Generalsekretär der Deutschen Gesellschaft für Immunologie, in Relation gesetzt werden. Zudem hatten etwa 52 Millionen Menschen eine Auffrischungsimpfung und etwa 13 Millionen mindestens eine zweite erhalten.

### Post-Vac
Der Begriff „Post-Vac“ wird im Zusammenhang mit langandauernden und Long-COVID-ähnlichen Beschwerden nach einer COVID-19-Impfung verwendet. Im März 2023 erklärte Bundesgesundheitsminister Karl Lauterbach, dass das Gesundheitsministerium beabsichtige, ein Programm aufzulegen, um mögliche Langzeitfolgen nach einer Corona-Infektion oder -Impfung zu untersuchen.

### Wirksamkeit der Vakzine nach Herstellern
Am 11. Mai 2023 berichtete der Mitteldeutsche Rundfunk über eine Studie der University of California. Danach variiere die Wirksamkeit der unterschiedlichen Impfstoffe nach Hersteller, aber auch nach Alter, Geschlecht und Gesundheitszustand der Geimpften. Nach dem Bericht haben die Forscher die Antikörper-Level von 498 Probanden über einen Zeitraum von sechs Monaten nach der Impfung untersucht. Es habe sich gezeigt, dass die mit dem Vakzin von Moderna geimpften Studienteilnehmer die meisten Antikörper im Blut hatten, gefolgt von Biontech/Pfizer und Johnson & Johnson. Allerdings hätten letztere nach sechs Monaten aufgeholt und wären dann gleichauf mit Moderna gewesen. Die Ursachen für die Wirkungsunterschiede seien noch unklar, hätten sich jedoch bereits in anderen Untersuchungen angedeutet. Es seien weitere Faktoren gefunden worden, welche die Wirksamkeit der Vakzine beeinflussen. So seien bei älteren Probanden nach einer Impfung mit dem Vakzin von Biontech/Pfizer und dem von Johnson & Johnson weniger Antikörper gemessen worden, bei dem von Moderna seien sie gleich geblieben. Ein höherer Body-Mass-Index (BMI) habe wiederum die Effektivität des Impfstoffs von Johnson & Johnson vermindert, was bei denen von Biontech/Pfizer und Moderna nicht der Fall gewesen sei. Dagegen seien bei allen drei Impfstofftypen die Titer der neutralisierenden Antikörper bei Frauen um den Faktor 1,3 höher gewesen als bei Männern und bei Nichtrauchern um den Faktor 2,4 höher als bei Rauchern.

## Zugelassene Impfstoffe in der Europäischen Union

### Wahlmöglichkeit
Am 11. Januar 2021 hieß es, dass es keine Wahlmöglichkeit zwischen den Impfstoffen von BioNTech/Pfizer und Moderna geben wird. In Berlin gab es dagegen im Winter 2020 für priorisierte Menschen unter 65 Jahren eine Wahlfreiheit.
In der Übergangszeit zwischen der Phase des Impfstoffmangels und seinem Ende waren die Länder noch mit nicht einfach zu lösenden Problemen konfrontiert. In einigen Regionen gab es bei den Impfzentren bereits Anfang Juli 2021 keine Wartelisten mehr. Dennoch gab es an verschiedenen Örtlichkeiten seinerzeit noch die Möglichkeit, einen Impfstoff der eigenen Wahl zu bekommen. Da Deutschland im Sommer 2021 relativ viele mRNA-Impfstoffe erhielt, wurden auch für diejenigen die Wartezeiten kürzer, die nicht mit Vektorimpfstoffen geimpft werden wollten. In einigen Impfzentren wurde nur noch dann das Vakzin von AstraZeneca verabreicht, wenn sich Impfwillige ausdrücklich für dieses entschieden.

### Zweitimpfung bei mRNA-Vakzinen
Die Ständige Impfkommission (STIKO) wies Anfang Januar 2021 darauf hin, dass die mRNA-Impfstoffe von BioNTech/Pfizer und Moderna als gleichwertig in Wirksamkeit und Sicherheit gelten, es jedoch nicht möglich ist, einer Person bei der zweiten Impfung den Impfstoff des jeweils anderen Herstellers zu verabreichen, auch wenn er auf dem gleichen Wirkprinzip basiert. Nach damaligen Stand gab es dazu keine Daten.

### mRNA-Impfstoffe

#### Comirnaty (BioNTech/Pfizer)
Zur Grundimmunisierung, von Booster-Impfungen abgesehen, werden bei Verimpfung von Comirnaty regulär zwei Impfdosen benötigt. Personen, die eine durch einen PCR-Test bestätigte SARS-CoV-2-Infektion durchgemacht haben und in der Regel drei Monate danach, frühestens jedoch nach vier Wochen, mit einem zugelassenen COVID-19-Impfstoff geimpft wurden, galten nach Definition des RKI als vollständig geimpft oder genesen.
Von den Impfstoffen von BioNTech/Pfizer und Moderna sollten in den drei Wochen ab dem 17. Januar 2022 insgesamt 32 Millionen Dosen zur Verfügung stehen. Fünf Millionen Dosen Comirnaty (BioNTech) sollten aus einem nicht benötigten EU-Kontingent Rumäniens kommen. Damit sollte jedem eine Booster-Impfung ermöglicht werden. Im Januar 2022 begann BioNTech mit der Entwicklung eines an die Omikron-Varianten angepassten Impfstoffs.

#### Spikevax (Moderna)
Im November 2021 wurde Kritik an Bundesgesundheitsminister Jens Spahn wegen der Deckelung der Höchstbestellmenge des Impfstoffs Tozinameran von BioNTech/Pfizer laut. Anlass war, dass der Impfstoff mRNA-1273 von Moderna (Markenname: Spikevax) zu gering nachgefragt wurde und deshalb im ersten Quartal 2022 Lagerbestände zu verfallen drohten. Im November 2021 änderte die STIKO ihre Empfehlung zum Einsatz von Spikevax. Danach empfahl sie diesen Impfstoff nicht länger für unter 30-Jährige aufgrund des seltenen aber dort im Vergleich zu Tozinameran häufigeren Auftretens von Herzmuskelentzündungen.
Ebenso wie BioNTech/Pfizer entwickelte auch Moderna einen an die Omikron-Varianten angepassten Impfstoff, darüber hinaus einen Impfstoff, der eine Auffrischungsimpfung gegen SARS-CoV-2 mit einer Impfung gegen Grippe kombiniert. Ziel sei, pro Jahr nur eine einzige Auffrischungsimpfung zu benötigen.

### Vektorimpfstoffe

#### Vaxzevria (AstraZeneca)

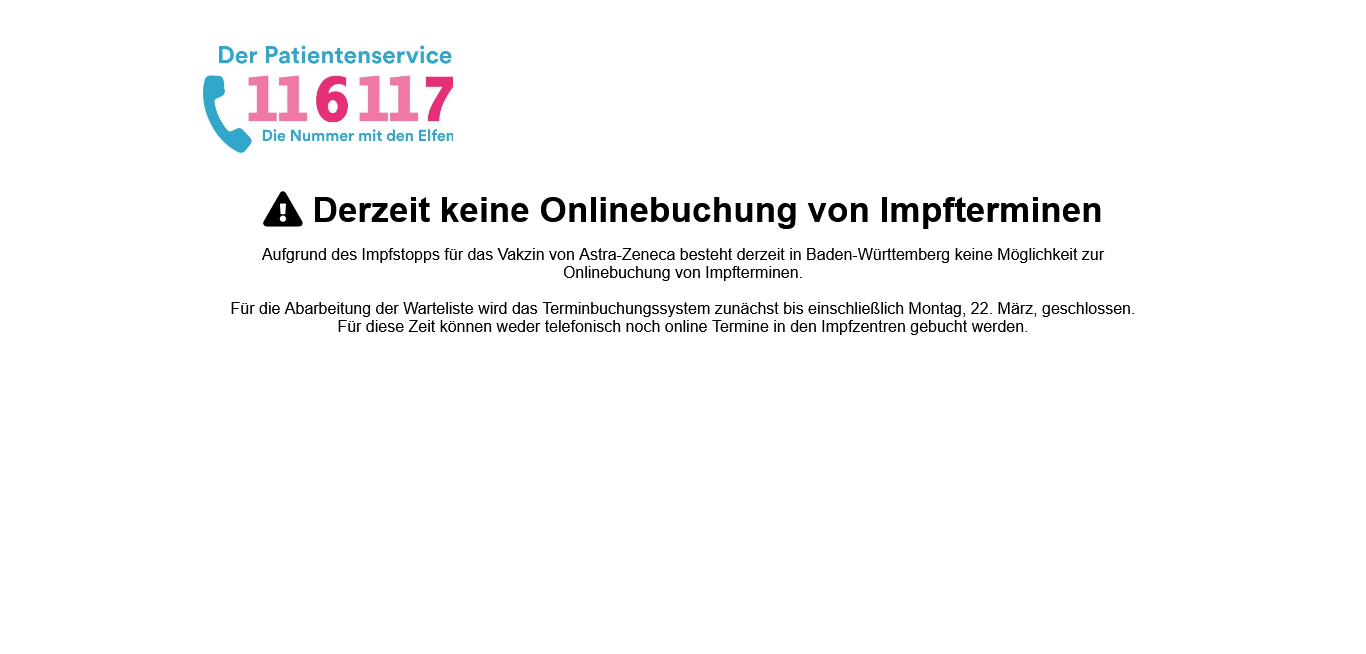
Mitteilung vom 16. März 2021

Zu Beginn des Jahres 2021 tauchten Vorbehalte gegen AZD1222 (Markenname: Vaxzevria) wegen nicht ausreichender Wirksamkeit, häufigerer Nebenwirkungen und fehlender Daten auf. In zeitlicher Nähe zur Impfung wurden bis 15. März 2021 in Deutschland bei sieben Geimpften Sinusvenenthrombosen und Thrombozytopenien beobachtet. Bis zur Klärung, ob ein Zusammenhang bestehen könnte, setzten mehrere europäische Länder, darunter am 16. März 2021 auch Deutschland, die Impfungen aus. Bis 29. April 2021 traten in Deutschland ca. 60 Fälle von Sinus- und Hirnvenenthrombosen auf. Sieben Frauen und sechs Männer starben.
Nach einer Prüfung durch die Europäische Arzneimittel-Agentur (EMA), die zu dem Ergebnis kam, dass der Nutzen die Risiken überwiegt, wurde die Verimpfung von Vaxzevria, ergänzt durch einen Hinweis in den Produktinformationen, am 19. März 2021 wieder aufgenommen.
Am 1. Juli 2021 änderte die STIKO ihre Empfehlung für die mit Vaxzevria Geimpften. Die STIKO empfahl fortan allen Personen in Deutschland, unabhängig von ihrem Alter, die bereits eine erste Dosis davon erhalten haben, die Fortsetzung der Impfserie mit einem der beiden mRNA-Impfstoffe (Comirnaty von BioNTech/Pfizer oder Spikevax von Moderna). Zwischen den Impfungen sollte ein Mindestabstand von vier Wochen liegen.

#### Ad26.COV2.S (Janssen/Johnson & Johnson)
Im August 2021 gab es Bedenken, ob eine einmalige Impfung mit diesem Vektorimpfstoff einen ausreichenden Infektionsschutz bieten kann. Im Vergleich zur Zahl der Impfungen kam es jedenfalls häufiger zu Impfdurchbrüchen. Die STIKO empfahl eine zusätzliche Impfung (Kreuzimpfung) mit einem mRNA-Impfstoff ab vier Wochen nach einer Impfung mit Ad26.COV2.S. Immungesunde ab dem 18. Lebensjahr sollten mindestens drei Monate danach eine Auffrischungsimpfung mit einem mRNA-Impfstoff erhalten. Dagegen empfahl die Europäische Arzneimittel-Agentur (EMA) am 15. Dezember 2021 die Zulassung von Zweitimpfungen mit Ad26.COV2.S ab zwei Monate nach der Erstimpfung.

### Proteinbasierter Impfstoff von Novavax
Der Impfstoff NVX-CoV2373 von Novavax zeigte nach einer Ende Juni 2021 veröffentlichten Studie eine gute Sicherheit und Wirksamkeit. Er ist als Protein-Impfstoff der einzige von der EU bestellte Impfstoff, welcher auf einem klassischen Wirkschema basiert.
NVX-CoV2373 ist seit dem 20. Dezember 2021 in der EU zugelassen. Von Deutschland wurden (Stand Ende Dezember 2021) vier Millionen Einzeldosen bestellt.
Am 22. Januar 2022 beschlossen die Gesundheitsminister von Bund und Ländern, dass bisher ungeimpfte Beschäftigte in Kliniken, Pflegeheimen, Arzt- und Zahnarztpraxen, Rettungs- und Pflegediensten, Geburtshäusern und anderen medizinisch-pflegerischen Einrichtungen bevorzugt den Impfstoff von Novavax erhalten sollen, wenn Mitte März 2022 die Impfpflicht für sie in Kraft tritt. Soweit zu diesem Zeitpunkt kein Immunitätsnachweis erbracht wurde, hätte in diesen Bereichen keine Beschäftigung mehr stattfinden dürfen.

### Abstand zwischen Erst- und Zweitimpfung
Nach anfänglich unterschiedlichen Meinungen in der Fachwelt, welche Impfabstände jeweils die richtigen sind, gab es von der STIKO am 1. Juli 2021 dazu klare Empfehlungen. Mit Stand vom 21. Dezember 2021 (bei Überschreiten des maximalen Impfabstandes kann trotzdem geimpft werden) lauteten sie wie folgt:
- Impfstoff von BioNTech/Pfizer: 3 bis 6 Wochen
- Impfstoff von Moderna (empfohlen ab 30 Jahren): 4 bis 6 Wochen
- heterologe Impfung (erst AstraZeneca oder Johnson & Johnson, dann Biontech oder Moderna, empfohlen ab 60 Jahren): ab 4 Wochen[164]
- Auffrischungsimpfung (empfohlen ab 18 Jahren): mindestens 3 Monate nach zweiter Impfstoffdosis

Diese Empfehlungen ermöglichten die Anwendung kürzerer Impfabstände auch in Impfzentren oder vergleichbaren Einrichtungen, die sich an die bisherigen Empfehlungen (BioNTech und Moderna sechs Wochen, bei Kreuzimpfungen neun bis zwölf Wochen) hielten. Demgegenüber wurde in einer im Juli 2021 veröffentlichten britischen Untersuchung, die bei Senioren durchgeführt wurde, festgestellt, dass durch den in Großbritannien bei der Verimpfung des Vakzins von BioNTech/Pfizer praktizierten längeren Impfabstand deutlich mehr neutralisierende Antikörper gebildet werden. Die STIKO erkannte diese immunologisch günstigere Wirkung an, sah aber auch die Vorteile des durch den kürzeren Impfabstand schneller erreichten besseren Schutz vor einer Infektion mit der damals vorherrschenden Delta-Variante.

## Rechtsverordnungen (Auswahl)
Siehe auch: Liste der infolge der COVID-19-Pandemie erlassenen deutschen Gesetze und Verordnungen

### Anspruch auf Schutzimpfungen
Gesetzlich Krankenversicherte haben Anspruch auf Leistungen für Schutzimpfungen gegen das Coronavirus SARS-CoV-2 nach der aufgrund § 20i Abs. 3 SGB V, § 13 Abs. 5 IfSG erlassenen COVID-19-Vorsorgeverordnung des Bundesgesundheitsministeriums. Die Schutzimpfungs-Richtlinie des Gemeinsamen Bundesausschusses regelt die Einzelheiten zu Voraussetzungen, Art und Umfang der Leistungen für Schutzimpfungen auf der Grundlage der Empfehlungen der Ständigen Impfkommission (STIKO) beim Robert-Koch-Institut.

### Auskunftsrechte von Arbeitgebern
Arbeitgeber in Einrichtungen und Unternehmen, die in Hygieneplänen Verfahrensweisen zur Vermeidung von Infektionen festzulegen haben und der entsprechenden Überwachung durch das zuständige Gesundheitsamt unterliegen, durften seit 15. September 2021 während der vom Deutschen Bundestag festgestellten epidemischen Lage von nationaler Tragweite Daten eines Beschäftigten über seinen Impf- und Serostatus abfragen und verarbeiten. Dies gab ihnen zugleich das Recht, über die Begründung eines Beschäftigungsverhältnisses oder die Art und Weise einer Beschäftigung zu entscheiden (§ 36 Abs. 3 IfSG). Der Arbeitgeber konnte, soweit dies zur Verhinderung oder Verbreitung von COVID-19 geboten erschien, vom Beschäftigten Auskunft oder die Vorlage eines Nachweises über das Bestehen eines Impfschutzes bzw. das Bestehen einer Immunität verlangen.
Mit dieser Regelung hat der Gesetzgeber von der Öffnungsklausel in Art. 9 Abs. 2 Buchstabe i) der Datenschutz-Grundverordnung Gebrauch gemacht. Danach ist die Verarbeitung von Gesundheitsdaten aufgrund des überragenden Schutzbedürfnisses der Allgemeinheit vor schwerwiegenden, auch grenzüberschreitenden Gesundheitsgefahren zulässig. Für Beschäftigte außerhalb besonders sensibler Arbeitsstätten, wie z. B. im öffentlichen Gesundheitsbereich, galten die Bestimmungen des allgemeinen Datenschutzrechts.

### Wegfall der Quarantäne-Entschädigung
Die Gesundheitsminister von Bund und Ländern beschlossen im September 2021, dass Ungeimpfte (bzw. deren Arbeitgeber) ab November 2021 in keinem Bundesland mehr eine Quarantäne-Verdienstausfallentschädigung erhalten, wenn sie als Reiserückkehrer oder als Kontaktperson in Quarantäne müssen. Geimpften stehe die Entschädigung weiterhin zu. Ausnahmen sollten auch für Kranke, für Menschen, die sich aus medizinischen Gründen nicht impfen lassen können, und Impffähige, für die es noch keine Impfempfehlung gab, gelten. Die Rechtsgrundlage für diese Differenzierung ergibt sich aus § 56 Absatz 1 Satz 3 des Infektionsschutzgesetzes: „Eine Entschädigung […] erhält nicht, wer durch Inanspruchnahme einer Schutzimpfung […] die gesetzlich vorgeschrieben ist oder […] öffentlich empfohlen wurde […] ein Verbot in der Ausübung seiner bisherigen Tätigkeit oder eine Absonderung hätte vermeiden können.“ Dieser Satz wurde am 1. März 2020 in das Infektionsschutzgesetz eingefügt. Als erste Bundesländer setzten Baden-Württemberg (ab 15. September 2021) und Rheinland-Pfalz (ab 1. Oktober 2021) diese Regelung um.
Ärztepräsident Klaus Reinhardt wandte ein, dass er die Maßnahme für unangemessen und kontraproduktiv hält. Karl Lauterbach sprach sich ebenfalls dagegen aus. Dadurch würden gerade Menschen mit geringen Einkommen unverhältnismäßig belastet. Bundesgesundheitsminister Jens Spahn erklärte dagegen, dass es nicht um Druckausübung gehe, sondern sich diejenigen, die sich impfen ließen, die berechtigte Frage stellen, weshalb sie für Impfverweigerer, die in Quarantäne müssen, mitzahlen sollen.
Die Deutsche Stiftung Patientenschutz kritisierte, die Verordnung breche mit den als selbstverständlich geltenden und jedenfalls bisher eingehaltenen Grundregeln in einer Solidargemeinschaft. Weder der Impfstatus eines Menschen, sein Alter, seine Pflegebedürftigkeit, seine Krankheiten, seine Essgewohnheiten noch riskante Betätigungen (Beispiel: Extremsport) könnten und dürften dazu führen, dass ihm Leistungen aberkannt werden. Der Deutsche Beamtenbund erklärte, dass diese Änderung nicht für Beamte gelten könne, obschon es sich um einen erheblichen Grundrechtseingriff handele. Verordnungen würden deshalb hier wohl nicht ausreichen, sondern es müsse vermutlich zu Änderungen der Besoldungsgesetze kommen.

### 3G-Regel, 2G- und 2G-plus-Regel
Am 2. Dezember 2021 beschlossen Bund und Länder wegen steigender Infektionszahlen nach der zuvor angewandten 3G-Regel („geimpft, genesen, getestet“), die sogenannte 2G-Regel („geimpft oder genesen“) bundesweit verpflichtend einzuführen. Ungeimpfte konnten, abhängig von den Rechtsverordnungen der Länder, unter der 2G-Regel nur noch in den jeweils definierten Bereichen ihren lebensnotwendigen Bedarf decken. Die Gastronomen und Gewerbetreibenden waren zur Kontrolle von Impf-, Genesenen- und Personalausweisen verpflichtet.
Am 16. Dezember 2021 setzte das Niedersächsische Oberverwaltungsgericht die 2G-Regel vorläufig außer Vollzug. Am 7. Januar 2022 beschlossen Bund und Länder mit der 2G-plus-Regel eine weitere Maßnahme. Danach war auch Geimpften und Genesenen die Teilnahme am öffentlichen Leben (Gaststätten, Veranstaltungen usw.) nur noch mit einem tagesaktuellen, negativen Schnelltest möglich. Die 2G-plus-Regel beruhte auf der seinerzeitigen Annahme, dass auch diese Personen, insbesondere wenn noch keine Booster-Impfung stattgefunden hatte, zum Infektionsgeschehen beitragen könnten. Bayern und Sachsen-Anhalt wollten jedoch davon keinen Gebrauch machen.
Mit der vorläufigen Außervollzugsetzung der 2G-Regel folgten am 19. Januar 2022 der Bayerische Verwaltungsgerichtshof und am 21. Januar 2022 das Oberverwaltungsgericht des Saarlandes. Am 25. Januar 2022 schloss sich der Verwaltungsgerichtshof Baden-Württemberg an, soweit die 2G-Regel Geltung für die Alarmstufe II im Sinne von § 1 Abs. 2 Satz 2 CoronaVO beanspruchte. Das Gericht ging bei seiner Entscheidung davon aus, dass sich das Rechtsschutzbegehren der Antragstellerin nicht mehr auf die Basis- und Warnstufe sowie die Alarmstufe, die Vorstufen der Alarmstufe II, beziehen konnte. In der Alarmstufe II war der Betrieb des Einzelhandels, von Ladengeschäften und Märkten, die ausschließlich dem Warenverkauf an Endverbraucher dienen, zulässig. Nicht immunisierten Personen war der Zutritt nicht mehr gestattet und war, wie auch in anderen Bundesländern bei Erreichen bestimmter Schwellenwerte, der Nachweis eines negativen Testergebnisses dann nicht mehr möglich. Alarmstufe II galt in Baden-Württemberg, wenn landesweit die Sieben-Tage-Hospitalisierungs-Inzidenz die Zahl von 6 erreichte oder überschritt oder wenn landesweit die Auslastung der Intensivbetten mit COVID-19-Patienten die Zahl von 450 erreichte oder überschritt.
In allen Fällen waren die Entscheidungen unanfechtbar und galten nicht nur für die Antragsteller, sondern allgemein. Für Ungeimpfte bedeuteten sie die Aufhebung der Zutrittsverbote, vorausgesetzt, es wurde eine Schutzmaske getragen.

## Maßnahmen zur Erhöhung der Impfquote

### Impfpflicht

#### Allgemeine Impfpflicht
Das Infektionsschutzgesetz in Deutschland sieht für den Fall einer Impfpflicht die Einschränkbarkeit des Grundrechts auf körperliche Unversehrtheit vor.
Bundeswehrsoldaten müssen seit Gründung der Bundeswehr (1955) Impfungen gegen übertragbare Krankheiten dulden. Das Verteidigungsministerium prüfte Mitte Januar 2021, ob dies auf eine Impfung gegen SARS-CoV-2 übertragen werden kann. Am 24. November 2021 fasste die Bundesregierung einen entsprechenden Beschluss. Das Bundesverwaltungsgericht entschied in zwei Beschlüssen vom 7. Juli 2022 auf die Klagen zweier Luftwaffenoffiziere, dass aktive Soldaten verpflichtet sind, die Impfung gegen COVID-19 zu dulden. Dabei handelt es sich nicht um eine Entscheidung inter omnes. Das Bundesverwaltungsgericht habe jedoch verdeutlicht, dass das Bundesverteidigungsministerium vor der Anordnung von Auffrischungsimpfungen neue Erkenntnisse dazu berücksichtigen möge. Das Truppendienstgericht in Erfurt vertrat in einem Beschluss vom 29. September 2022 eine gegenteilige Rechtsauffassung.
Am 30. November 2021 sprach sich der jetzige Bundeskanzler Olaf Scholz für eine allgemeine Impfpflicht aus und kündigte ein entsprechendes Gesetzgebungsverfahren an. Darüber sollten die Abgeordneten ohne Fraktionszwang abstimmen. Am 26. Januar 2022 fand im Deutschen Bundestag eine Vereinbarte Debatte (Orientierungsdebatte) über eine allgemeine Impfpflicht statt, ohne dass jedoch ein bestimmter Gesetzentwurf auf der Tagesordnung stand. Kurz vor der Abstimmung am 7. April 2022 im Bundestag wurden die beiden Anträge über eine allgemeine Impfpflicht ab 18 Jahren und eine Impfpflicht ab 50 Jahren als Kompromiss zum Antrag einer Impfpflicht ab 60 Jahren zusammengeführt. Auch dieser Antrag scheiterte, nur 296 von 683 Abgeordneten stimmten zu.

#### Einrichtungsbezogene Impfpflicht
Im Gesetzentwurf zur Novellierung des Infektionsschutzgesetzes vom 10. Dezember 2021 wurde die einrichtungsbezogene Impfpflicht damit begründet, dass dem Personal in Gesundheitsberufen eine besondere Verantwortung zukomme, da es intensiven und engen Kontakt zu Personengruppen mit einem hohen Infektionsrisiko und einem schweren oder gar tödlichen Krankheitsverlauf habe. So sollten ab Mitte März 2022 Mitarbeiter von Einrichtungen, in denen besonders gefährdete Menschen behandelt oder betreut werden, einer Impfpflicht unterliegen. Die einrichtungsbezogene Impfpflicht sollte insbesondere für Altenheime und Krankenhäuser, Einrichtungen, in denen Menschen mit Behinderungen betreut werden, Tageskliniken, Arztpraxen, Rettungsdienste sowie für sozialpädagogische Zentren gelten.
Im Panorama-Magazin des NDR vom 3. Februar 2022 wurden Zweifel angemeldet, dass das Gesetz die vorgesehene Wirkung werde entfalten können. Ähnliche Zweifel hatte am 28. Dezember 2021 auch das „Netzwerk Kritische Juristen und Staatsanwälte (KriSta)“ geäußert. Schwierigkeiten bestünden nicht zuletzt bei der praktischen Umsetzung. Nachdem sich bereits mehrere Bundesländer gegen einen zwangsweisen Vollzug aussprachen, scheint sich eine skeptische Haltung von Arbeitgebern abzuzeichnen, ihren Angestellten oder Bewerbern mit arbeitsrechtlichen Sanktionen zu begegnen oder solche anzudrohen. Im ungünstigsten Fall könnte es zu einer weiteren Verschärfung der ohnehin angespannten Personalsituation kommen.

### Ungeimpfte und Personen mit nachlassender Impfwirkung
Das ifo Institut für Wirtschaftsforschung fand in einer Studie, die sich allerdings auf die deutsch-österreichisch Grenzregion bei Salzburg bezog, heraus, dass strenge und verschärfte Einschränkungen für Ungeimpfte letztlich doch zu einer höheren Impfbereitschaft bei diesen führen.
Die Antidiskriminierungsstelle des Bundes meint, dass Ungeimpfte sich nicht auf das Allgemeine Gleichbehandlungsgesetz (AGG) berufen können, wenn sie darauf bestehen sollten, deshalb nicht benachteiligt zu werden: „Der Impfstatus als solcher und die Tatsache geimpft, genesen oder getestet zu sein, ist keine nach dem AGG geschützte Eigenschaft bzw. kein gesetzlich verbotener Unterscheidungsgrund.“ Auch sei die Einstellung, Impfungen abzulehnen, keine „Weltanschauung“, die vom Grundgesetz geschützt wäre. Nach der bisherigen Rechtsprechung (z. B. dem Urteil des Bundesverwaltungsgerichts vom 19. Februar 1992 – 6 C 5/91) könnten als „Weltanschauung“ nur Gewissheiten und Einstellungen zum Weltganzen gelten, also gesamtgesellschaftliche Theorien und nicht nur Ansichten zu Teilfragen bei bestimmten Lebenssachverhalten. Wer sich aus persönlichen Gründen gegen eine Impfung entscheide, sei erst recht nicht durch das AGG geschützt. Durch dieses seien nur Menschen vor einer Diskriminierung auf der Grundlage des Impfstatus geschützt, die wegen ihres Alters, einer Behinderung oder einer Schwangerschaft aus medizinischen Gründen nicht geimpft werden dürfen.
Die Antidiskriminierungsstelle wies auch darauf hin, dass die Klärung der Frage, ob Regelungen und Maßnahmen des Staates rechtmäßig sind, in die Zuständigkeit der Verwaltungsgerichte fällt. Der Verwaltungsgerichtshof Baden-Württemberg habe entschieden, dass die Pflicht zur Vorlage eines negativen Tests grundsätzlich geeignet ist, Infektionen zu vermeiden. Da die Risiken vollständig Geimpfter und Genesener, sich und andere mit dem Coronavirus zu infizieren, […] im Vergleich zu nicht-immunisierten Personen ganz erheblich reduziert seien, sei es zulässig, ausschließlich nicht geimpfte Personen mit einer Testpflicht zu belegen. Nicht gerichtlich geklärt sei bislang, inwieweit und unter welchen Voraussetzungen eine Testnachweispflicht von ungeimpften Personen zulässig ist, wenn dies mit (hohen) Kosten oder einem großen Aufwand verbunden ist.
Am 5. Oktober 2021 veröffentlichte das Redaktionsnetzwerk Deutschland eine Analyse des European Covid Survey, laut der sich zwei von drei Ungeimpften durch Politik und Gesellschaft unter Druck gesetzt fühlen. Wer bis dahin noch nicht geimpft wurde, zeige sich offensichtlich unbeeindruckt von Maßnahmen wie 2G oder kostenpflichtigen Tests und ziehe die Impfung erst recht nicht mehr in Betracht. Die Hoffnung darauf, dass sich Menschen mit dieser Einstellung freiwillig impfen ließen, sei unangebracht. Der Sozialpsychologe Ulrich Wagner meint, dass ein „zu lascher“ Druck auf ungeimpfte Personen nicht zielführend ist. Äußerer Druck in Form einer Impfpflicht gebe Impfgegnern die Chance, das Gesicht zu wahren, wenn sie sich dann doch impfen lassen.

### Vereinfachte Impfangebote
Bereits am 13. Juli 2021 wurde über Pläne in Bayern berichtet, die ein Impfkonzept namens „Impfen zum Mitnehmen“ zum Inhalt haben. Bei den weiteren Stellen, an denen künftig Impfungen vorgenommen werden könnten, soll es sich um Supermärkte, die Einlässe von Veranstaltungen, Sportvereine, Jobcenter, Partner aus Wirtschaft, Gastronomie oder Sport handeln. Ziel sei, das Impftempo durch einfacher zugängliche (niederschwellige) Angebote zu beschleunigen und den bürokratischen Aufwand durch aufwändige Registrierungen zu senken. Auch sollen weitere Anreize, sich impfen zu lassen, geschaffen werden, etwa dass Quarantänepflichten nach einer Auslandsreise entfallen. Der jüngeren Generation soll eine Art „Belohnungsangebot“ gemacht werden: Je mehr junge Leute vollständig geimpft seien, desto leichter könne an die Wiedereröffnung von Clubs und Diskotheken gedacht werden.
Ein Beispiel für ein solches „Impfen zum Mitnehmen“ ist der Stuttgarter Flughafen, an dem sich Passagiere mit Flugticket seit 13. Juli 2021 ohne Termin sowohl erst- als auch zweitimpfen lassen können. Die Impfung kann zwar auch direkt vor dem Flug erfolgen, aufgrund eventueller akuter Nebenwirkungen ist jedoch auch ein Vorlauf möglich.
Am Montag, den 30. August 2021 konnten sich Volljährige in Berlin in einem S-Bahn-Sonderzug der Ringbahnlinie S42 gegen Vorlage eines Ausweises mit dem Einmal-Impfstoff von Johnson & Johnson impfen lassen.
Am 8. September 2021 wurde über eine bereits angelaufene Kampagne für Corona-Impfungen im deutschen Einzelhandel berichtet. In der Bundespressekonferenz vom gleichen Tag sprachen Bundesgesundheitsminister Jens Spahn, der Chef des Robert Koch-Instituts (RKI), Lothar Wieler, und der Hauptgeschäftsführer des Handelsverbands Deutschland, Stefan Genth, von einer gemeinsamen Werbekampagne für das Impfen mit bereits ersten Erfolgen. Mehr als 100.000 Impfdosen seien in Einkaufszentren bereits verabreicht worden. Die Kampagne war großen Handelsketten wie Fressnapf, H&M, Netto Marken-Discount, Rossmann, KiK, TEDi und Woolworth zur Umsetzung anvertraut worden.
Am 13. September 2021 startete die Bundesregierung unter dem Motto #HierWirdGeimpft eine Aktionswoche mit zunächst rund 700 weiteren Aktionen, die an alltäglich besuchten Orten einen einfachen Zugang zu einer Impfung gewährleisten und die Impfquote in Deutschland steigern sollen. Damit konnte auch der Außerbetriebnahme vieler Impfzentren entgegengewirkt werden, von denen wegen der positiven Infektionsentwicklung im Sommer 2021 angenommen wurde, dass sie nicht mehr benötigt werden. Die alternativen Möglichkeiten reichten unter anderem von einem Besuch des alten Flughafens Schönefeld in Berlin bis zum Heimspiel des Eishockeyclubs Kölner Haie. Bundesgesundheitsminister Spahn war überzeugt, dass es immer noch viele gibt, „die eigentlich gar nichts gegen das Impfen haben, die vielleicht sogar schon mal einen Termin hatten, den sie verpasst und dann keinen neuen gemacht haben.“ Im Supermarkt, auf dem Baumarkt, im Zoo oder auch auf dem Herbstfest des Heimatvereins würden die Menschen die Möglichkeit dann wahrnehmen.
Auch nach Meinung von Fachleuten sei es erforderlich, noch Ungeimpfte mit einfachen Impfangeboten zu erreichen. Cornelia Betsch, Expertin für Gesundheitskommunikation an der Universität Erfurt, machte aber deutlich, dass diese sicher passable Idee mit guter Aufklärung kombiniert werden müsse. Darüber hinaus müssten Informationen, die bei Zögernden und Unentschlossenen Vertrauen für eine Impfung schaffen könnten, auch für Menschen, deren Muttersprache nicht Deutsch ist, gut verständlich sein.

## Rechtliche und sozialpsychologische Aspekte

### Impfung von Kindern und Jugendlichen
Solange es keine allgemeine Impfpflicht – auch für Minderjährige (eines bestimmten Mindestalters) – gibt, ist bei Impfungen von Kindern und Jugendlichen der Wille der Eltern des zu impfenden Kindes und/oder Jugendlichen zu respektieren. Jugendliche ab 16 Jahren sollen selbst entscheiden dürfen, ob sie geimpft werden wollen. Sofern die Eltern sich nicht einigen können, gelten laut einem Beschluss des Oberlandesgerichts Frankfurt am Main vom 8. März 2021 (AZ 6 UF3/21) die Empfehlungen der Ständigen Impfkommission (STIKO).

### Freiheitsbeschränkungen
Zu Beginn der Pandemie war auch die Frage umstritten, ob unterschiedliche Freiheitsbeschränkungen rechts- und verfassungskonform sind. Damit ging die Bezeichnung „Privilegierung“ einher, sollte es etwa dazu kommen, dass Geimpfte und Genesene ihre Grundrechte „zurückerhalten“. Es ist aber nicht möglich, Grundrechte zurückzugeben, da sie für jedermann von Geburt an bestehen. Damit gelten sie aus sich selbst heraus. Für Steffen Augsberg, Professor für Öffentliches Recht an der Universität Göttingen, ist der Begriff „Privilegierung“ unzutreffend. Aus verfassungsmäßiger Sicht handele es sich um die Rückgewähr von Grundfreiheiten, mithin den Normalzustand. Er betonte allerdings, dass das nur gilt, wenn sicher ist, dass vollständig geimpfte Menschen tatsächlich nicht mehr ansteckend sind. Der damalige Bundesaußenminister Heiko Maas regte Anfang 2021 als einer der ersten Politiker an, Geimpften ihre Grundrechte „zurückzugeben“, etwa dadurch, dass sie früher als der Rest der Bevölkerung Restaurants oder Veranstaltungen wieder besuchen dürfen.
Der Deutsche Ethikrat äußerte sich in einer Ad-hoc-Stellungnahme vom Februar 2021 zur ethisch und rechtlich nicht einfach zu beantwortenden Frage, ob und inwieweit die mittelbaren Folgen es rechtfertigen, gravierende Beschränkungen der Freiheit auch bei Geimpften aufrechtzuerhalten. Dies sei letztlich davon abhängig, inwieweit abschätzbar sei, in welchem Maße Impfungen gegen COVID-19 die Infektiosität vermindern. Sofern selbst Kontakte von geimpften Personen untereinander das Virus weiterverbreiten und mittelbar zur Infektion noch nicht Geimpfter führen könnten, komme eine Rücknahme von Freiheitsbeschränkungen für Geimpfte nicht in Betracht. Weiter wies der Ethikrat darauf hin, dass zwischen öffentlichen Maßnahmen und solchen von nichtstaatlicher Seite zu unterscheiden sei. Unternehmen jeglicher Branchen könnten sich grundsätzlich auf Vertragsfreiheit und Privatautonomie berufen. Sobald etwa Restaurants oder Theater wieder öffnen dürfen, könnten diese selbst entscheiden, ob sie nur Geimpfte, Genesene und laufend Getestete bedienen oder einlassen. Daraus lasse sich keine „Impfpflicht durch die Hintertür“ ableiten.
Das Robert Koch-Institut (RKI) erklärte im April 2021, noch vor dem Auftauchen der Delta-Variante, dass vollständig Geimpfte ein noch geringeres Risiko hätten, das Virus weiterzugeben, als negativ Getestete. Deshalb sollten beide Gruppen künftig gleich behandelt werden. Personen, die entweder (a) vollständig geimpft sind (zwei Wochen nach der zweiten Dosis), (b) innerhalb der letzten sechs Monate an COVID-19 erkrankt waren oder (c) vor über sechs Monaten erkrankt waren und mindestens eine Impfdosis erhielten, sollen nicht mehr in Quarantäne müssen, wenn sie Kontakt zu einem Infizierten hatten. Des Weiteren sollte die Testpflicht bei Reisen weitgehend entfallen und Bereiche, in denen Tests vorgeschrieben sind (z. B. Außengastronomie, Museen), auch ohne negativen Test besucht werden dürfen. Durch das Vierte Gesetz zum Schutz der Bevölkerung bei einer epidemischen Lage von nationaler Tragweite wurde das Infektionsschutzgesetz mit Wirkung zum 23. April 2021 ergänzt. § 28c IfSG neuer Fassung enthält nun eine Verordnungsermächtigung für besondere Regelungen für „Geimpfte, Getestete und vergleichbare Personen“.
Über mögliche Lockerungen wurde erstmals in der Ministerpräsidentenkonferenz am 26. April 2021 beraten. Am 4. Mai 2021 beschloss die Bundesregierung die COVID-19-Schutzmaßnahmen-Ausnahmenverordnung (SchAusnahmV). Am 6. Mai 2021 stimmte ihr der Bundestag zu, am 7. Mai 2021 der Bundesrat. Die Verordnung wurde am 8. Mai 2021 verkündet und trat am 9. Mai 2021 in Kraft. Sie sah vor, dass für vollständig Geimpfte und Genesene, bei denen von einer Immunisierung auszugehen ist, Ausgangs- und Kontaktbeschränkungen nicht mehr gelten. Diese Personen durften nun das Gleiche tun, was nach Landes- und Bundesrecht auch mit negativem Test möglich war (§ 3 und § 7 SchAusnahmV). Eine Pflicht zur Quarantäne galt für sie ebenfalls nicht mehr, es sei denn, es hätte sich um Reiserückkehrer aus Virusvarianten-Gebieten gehandelt oder ein Kontakt mit einer an einer gefährlichen Virusvariante erkrankten Person stattgefunden. Maskenpflicht und Abstandsgebote blieben allerdings auch für diese Gruppen vorerst aufrechterhalten.
Die Wissenschaftlichen Dienste des Deutschen Bundestages veröffentlichten im Januar 2021 eine Ausarbeitung zur verfassungsrechtlichen Zulässigkeit von Ungleichbehandlungen von Geimpften gegenüber Ungeimpften. Sie kamen zu dem Schluss, dass bei Geimpften – unter der Voraussetzung, dass gesichert feststeht, dass sie tatsächlich nicht mehr infektiös sind – „wohl allenfalls Infektionsschutzmaßnahmen mit geringer Eingriffsintensität aufrechterhalten werden können.“ Zudem stellten sie fest: „Solange jedoch nicht feststeht, ob geimpfte Personen weiterhin infektiös sind oder sofern sich herausstellen sollte, dass sie es sind, fehlt es an einer tatsächlichen Grundlage für eine Lockerung bestehender infektionsschutzrechtlicher Maßnahmen für geimpfte Personen“. An die Voraussetzungen für eine Ungleichbehandlung von Geimpften und Ungeimpften seien hohe Anforderungen zu stellen, soweit es um Maßnahmen geht, die einen massiven Eingriff in ein Freiheitsgrundrecht bedeuten, wie beispielsweise ein berufliches Tätigkeitsverbot. Die Ungleichbehandlung von Ungeimpften im Privatrechtsverkehr werfe hingegen keine durchgreifenden verfassungsrechtlichen Bedenken auf.
Die damalige Bundesjustizministerin Christine Lambrecht äußerte Ende August 2021 verfassungsrechtliche Bedenken, Grundfreiheiten nur Geimpften und Genesenen zu gewähren. Jeder Eingriff in Freiheitsrechte müsse gut begründet und insbesondere verhältnismäßig sein.
Laut einem Bericht des Redaktionsnetzwerks Deutschland (RND) vom 5. November 2021 sprach sich Julian Nida-Rümelin, Vizechef des Deutschen Ethikrates, für eine Impfpflicht allenfalls für definierte Personen aus, beispielsweise für medizinisches Personal und Lehrkräfte oder ab einem bestimmten Lebensalter, soweit hierbei aber auch die Infektionszahlen in den Blick genommen werden. Von der 2G-Regel halte er dagegen nichts. Als falsch betrachtet Nida-Rümelin auch die Schließung der Impfzentren und die Abschaffung der kostenlosen Tests.
Die Gesundheitsminister von Bund und Ländern einigten sich wegen einer stabilen Infektionslage darauf, bisher noch geltende Corona-Auflagen zum 1. März 2023 vorzeitig und bundesweit aufzuheben, einschließlich der Masken- und Testpflicht für Beschäftigte und Bewohner von Gesundheits- und Pflegeeinrichtungen. Die Maskenpflicht für Besucher von Krankenhäusern, Heimen und Arztpraxen solle jedoch noch bis 7. April 2023 weitergelten.

### Verhalten der Deutschen (Pro oder Contra Impfung)
Erste Umfragen zur Bereitschaft erwachsener Bürger Deutschlands, sich gegen SARS-CoV-2 impfen zu lassen, wurden im Dezember 2020 durchgeführt. Weitere Umfragen fanden zu Beginn des Jahres 2021 statt. Die Frage, wer sich impfen lassen wird, ließ sich jedoch bei diesen Umfragen noch nicht sicher beantworten. Im Dezember 2020 gab es noch gar keine Impfmöglichkeit. Noch im Februar 2021 konnten sich Personen ohne Priorisierung nicht einmal auf eine Warteliste setzen lassen.
Verlässliche Prognosen über die Zahl der Menschen, die ohne Impfpflicht geimpft werden können, waren erst möglich, als feststand,
- wie viele Personen einen vereinbarten Impftermin versäumen;
- wie sich das Vertrauen darauf entwickelt, dass Wissenschaftler und Ärzte richtige Empfehlungen geben, und
- ob es eine Entscheidung geben wird, neben Jugendlichen und Kindern ab zwölf Jahren auch jüngere Kinder in die Impfkampagne einzubeziehen.

Dem COVID-19-Snapshot-Monitoring (COSMO), einem Projekt der Universität Erfurt zur Erforschung der Befindlichkeit und der Mentalität der Deutschen während der COVID-19-Pandemie, zufolge lässt sich eine fehlende Impfbereitschaft auf die „5 C“ genannten Faktoren zurückführen:
- Confidence (Vertrauen): mangelndes Vertrauen in die Wirksamkeit oder Sicherheit von Impfungen, das Gesundheitssystem und die Motive der Entscheidungsträger,
- Complacency (Risikowahrnehmung): als niedrig wahrgenommenes Risiko, durch die Infektion schwer zu erkranken,
- Constraints (Barrieren in der Ausführung), auch Convenience: Ausmaß wahrgenommener struktureller Hürden wie Stress, Zeitnot oder Aufwand,
- Calculation (Berechnung): Ausmaß aktiver Informationssuche und bewusster Evaluation von Nutzen und Risiken von Impfungen,
- Collective Responsibility (Verantwortungsgefühl für die Gemeinschaft): geringe Bereitschaft, sich zum Schutz Dritter impfen zu lassen.[239]

Als wichtigste Gründe für ein Zögern oder die Weigerung, sich impfen zu lassen, nannte Spiegel Online im Juli 2021 folgende:
- die Sorge vor Nebenwirkungen,
- die Vorstellung, man solle an einem „Gen-Experiment“ teilnehmen,
- die Meinung, es reiche aus, wenn andere sich impfen lassen.[240]

Nach einer Umfrage des Meinungsforschungsinstituts YouGov, die den Stand etwa Mitte Mai 2021 abbildet, stieg die Impfbereitschaft bei Bürgern über 18 Jahren zu dieser Zeit auf fast 75 %. Der Anteil der Unentschlossenen sank von 16 auf 11 %. Eine Umfrage des Projekts „COVID-19 Impfquoten-Monitoring in Deutschland“ (COVIMO) des RKI ergab am 29. Juni 2021, dass der Anteil der noch ungeimpften Erwachsenen, die aber bereit seien, sich impfen zu lassen, auf 88 % gestiegen ist. Nur 9,9 % wollen sich nicht impfen lassen. Tatsächlich waren schon am 21. September 2021 67,3 % der Bevölkerung in Deutschland zumindest einmal geimpft. Als „neue Ausrede“ für die Zurückhaltung vieler Impfskeptiker nannte COSMO im September 2021 das Zögern der Ständigen Impfkommission (STIKO), eine Impfung auch Jugendlichen und Schwangeren anzuraten.

#### Werbung fürs Impfen
Am 28. Dezember 2020 begannen das Bundesgesundheitsministerium, das RKI und die Bundeszentrale für gesundheitliche Aufklärung die von der Werbeagentur Scholz & Friends konzipierte Kampagne „Deutschland krempelt die Ärmel hoch.“ Dafür wurden 25 Millionen Euro bereitgestellt. In Phase 1 wurden die Menschen, die am meisten gefährdet sind und zuerst geimpft werden sollten oder wollten, mit zielgenauen Informationen versorgt. Zugleich warb die Kampagne in dieser Phase für Solidarität mit besonders Schutzbedürftigen. Phase 2 sollte starten, wenn ausreichend Impfstoff für die gesamte Bevölkerung zur Verfügung steht.
Im Juni 2021 wurden Maßnahmen ergriffen, mit denen Unentschlossene zu einer Impfung motiviert werden sollten. Ein frühes Beispiel einer auf regionaler Ebene organisierten, derartigen Kampagne ist ein Video in mehreren Sprachen, durch das Bewohner des Landkreises Vechta für Impfungen gewonnen werden sollten.

#### Impfbereitschaft und Impfquote
Die Universitätsmedizin Mainz erhob von Oktober 2020 bis April 2021 Daten von 8121 Personen. Danach waren 83,6 % der Befragten bereit, sich impfen zu lassen. 10,3 % waren unentschieden und 6,1 % hielten dies für unwahrscheinlich. Die Impfbereitschaft stieg nach der Zulassung des ersten mRNA-Impfstoffs (BioNTech/Pfizer) an und nahm danach auch nicht ab. Männer, ältere Menschen, Personen mit höherem sozioökonomischen Status und ohne Migrationshintergrund nannten eine höhere Impfbereitschaft, ebenso Personen mit Bluthochdruck, Krebserkrankung oder chronisch obstruktiver Lungenerkrankung. Befragte, die zu Verschwörungstheorien neigen, Raucher und Genesene nannten eine niedrigere Impfbereitschaft.
Laut einem Report des Robert Koch-Instituts (RKI) vom 10. August 2021 könnten Zahlen seines Digitalen Impfquoten-Monitoring (DIM) die tatsächliche Impfquote unterschätzen. Jedenfalls bestehe eine gewisse Unsicherheit. In das Digitale Impfquoten-Monitoring des RKI fließen Meldungen von Impfzentren, Krankenhäusern, mobilen Impfteams, Betriebsärzten, niedergelassenen Ärzten und Privatärzten ein, welche die Daten für das sogenannte Impfdashboard des RKI liefern.
Seit Januar 2021 unternimmt das RKI zur Erfassung der Impfbereitschaft und -akzeptanz unterschiedlicher Bevölkerungsgruppen, und um zeitnah mögliche Barrieren der Inanspruchnahme einer Impfung zu erkennen, alle drei bis vier Wochen telefonische Umfragen bei etwa 1000 Personen ab 18 Jahren. Ergebnis einer Umfrage, die von Ende Juni bis Mitte Juli 2021 durchgeführt wurde, sei, dass 91,6 % impfbereit oder bereits geimpft sind. Die Impfbereitschaft liege damit auf einem hohen Niveau. Jedoch weiche diese Umfrage vom Digitalen Impfquoten-Monitoring insofern ab, dass die Quote der mindestens einmal Geimpften um einiges höher ausfiel, insbesondere in der Altersgruppe der 18- bis 59-Jährigen. 79 % hätten in der Umfrage angegeben, bereits geimpft zu sein, laut Meldesystem seien es zum Erhebungszeitpunkt aber nur 59 % gewesen. Die Autoren des RKI gingen davon aus, dass die tatsächliche Impfquote zwischen diesen beiden Werten liegt. Hinsichtlich der Impfquote bei vollständig Geimpften läge dagegen kein wesentlicher Unterschied vor.
Es gebe unterschiedliche Erklärungsansätze. Einer sei die Erfassung der Impfungen mit Johnson & Johnson, bei denen eine Dosis genügt, Betriebsärzte die entsprechenden Impfungen jedoch falsch als Zweitimpfung melden. Bisher hätte nur etwa die Hälfte der im Meldesystem registrierten Betriebsärzte Impfungen über das Websystem gemeldet. Darüber hinaus gebe es keine Zuordnungsmöglichkeit hinsichtlich Impfstoff und Altersgruppe. Ein anderer Aspekt seien Verzerrungen in der Umfrage, die zu einer Überzeichnung der Impfquote führen könnten, unter anderem bedingt durch die stärkere Teilnahme von Impfbefürwortern.
Eine weitere Umfrage des RKI, über die am 7. Oktober 2021 berichtet wurde (durchgeführt zwischen 26. Juli und 18. August 2021 bei 1005 Erwachsenen), ergab noch höhere Werte. Die Quote der vollständig Geimpften bei über 18-Jährigen werde nun auf bis zu 80 % geschätzt. Bis zu 84 % seien danach mindestens einmal geimpft. Dem steht nach Daten des RKI vom 6. Oktober 2021 eine Quote an zweifach geimpften Volljährigen von lediglich 75,4 % und bei den Erstgeimpften von 79,1 % gegenüber.
Das forsa-Institut führte im Auftrag des Bundesgesundheitsministeriums im Oktober 2021 eine Befragung von nicht geimpften Personen zu ihren Beweggründen durch. Das Ergebnis veröffentlichte das Ministerium am 18. Oktober 2021. Bei nicht vorgegebenen Antwortmöglichkeiten nannten (Mehrfachnennungen möglich) jeweils mehr als 10 % der Befragten folgende Gründe:
- Impfstoffe sind nicht ausreichend erprobt (34 %)
- Angst vor Nebenwirkungen (18 %)
- Wunsch, nach eigenem Ermessen zu handeln, Widerstand gegen „Erpressung“ / Impfzwang (16 %)
- Zweifel an der Sicherheit / Ungefährlichkeit der verfügbaren Impfstoffe (15 %)
- mangelndes Vertrauen in die Richtigkeit / Ausgewogenheit der offiziellen Informationen über COVID-19 / die Corona-Schutzimpfung (15 %)
- Angst vor Impfschäden und Langzeitfolgen (15 %)
- Zweifel an der Wirksamkeit der Impfung / der verfügbaren Impfstoffe (12 %)
- Nutzen-Risiko-Abwägung fällt zu Ungunsten der Impfung aus (10 %)